# Indefinido und Imperfecto in der spanischen Sprache
Das Pretérito indefinido de indicativo und das Pretérito imperfecto de indicativo sind (primär) Vergangenheitsformen der spanischen Sprache. Sie zeigen hinsichtlich ihres Gebrauchs jedoch deutliche Unterschiede zu den übrigen Vergangenheitsformen (Zeitformen der Verben).
Denn obgleich das Pretérito indefinido und das Pretérito  imperfecto über eine ähnliche, vielleicht sogar identische temporelle Struktur verfügen, wird ihr gegenseitiger (sekundärer) Unterschied durch ihren jeweiligen aspektuellen Wert festgelegt.
Damit drücken das spanische indefinido und imperfecto strenggenommen keine verschiedenen „Zeitstufen“ aus, sondern unterschiedliche Perspektiven auf eine in der Vergangenheit liegende Handlung, so dass man sie eigentlich als Aspekt und nicht als Tempora bezeichnen müsste. Ein grammatikalischer (morphologischer) Gegensatz zwischen imperfektivem und perfektivem Aspekt lässt sich im Deutschen nicht finden. Aus diesem Grunde sind zum tieferen Verständnis zunächst die folgenden Darstellungen der Begriffe „Tempus“, tiempo, „Aspekt“, aspecto gramatical und „Aktionsart“, modo de acción vorausgeschickt.

## Erläuterung
Ein solcher aspektueller Gegensatz oder romanische, aspektuelle Opposition wird durch zwei verschieden konjugierte Tempora wiedergegeben. Sie tritt in ihrer sprachlichen Wiedergabe in eine interne, eher subjektive Perspektive der zu beschreibenden Handlungsstränge ein.
Die Integration eines vergangenen Ereignisses schafft subjektiv eine kohäsive, synchrone Erfahrung. Die Integration über einen anhaltenden Zeitraum lässt das subjektive Erleben einer temporalen, diachronen Kohärenz entstehen.
Bei diesen beiden Tempora Pretérito indefinido und imperfecto aber geht es nicht um Unterschiede in der Zeitlichkeit, sondern um unterschiedliche Aspekte. Der perfektive Aspekt erfasst die verbale Aktion als einen gänzlich abgeschlossenen Vorgang mit einer abgrenzbaren Dauer (Zeitpunkt). Das gilt ebenso für das pretérito perfecto compuesto, das hierin dem pretérito indefinido oder pretérito perfecto simple ähnelt und den Aspekt der „Abgeschlossenheit oder Vollendung“ einer Handlung zum Ausdruck bringt. Beim pretérito perfecto compuesto besteht jedoch eine Nähe zur Gegenwart, beim pretérito indefinido oder pretérito perfecto simple aber eine Distanz zu den Handlungen oder Ereignissen.
Der imperfektive Aspekt setzt dagegen die Entwicklung der verbalen Aktion in den Vordergrund, ohne dabei auf den Abschluss derselben hin zu deuten (Zeitraum).
Wenn man den grammatikalischen Begriff des „Tempus“ einsetzt, ist damit einzig die grammatische, also versprachlichte, verbale Kategorie gemeint.
In der spanischen Grammatik finden sich zwei morphologisch unterschiedliche, oppositionelle Tempus- und damit auch Aspektsysteme, nämlich das Perfekt-Imperfekt-System (Tempus-Aspekt-Modus-Markierung). Der Aspekt gibt Auskunft darüber, ob eine Situation vom Sprecher als beendet oder als nicht beendet wahrgenommen wird. Hierbei sind die Verben für die perfektive, abgeschlossene Situation den imperfektiven Verbformen für die Situation, die keinen Endpunkt aufweist, gegenüberzustellen.
Der Aspekt verhilft in den romanischen Sprachen durch grammatisch-morphologische Mittel der Aspektualität zum Ausdruck. In der Romania wird der Aspekt dabei in den Tempora verankert, was sie von den slavischen Sprachen unterscheidet. Aspektualität ist andererseits eine übergeordnete grammatisch-semantische Kategorie, die gewissermaßen als sprachliche Universalie fungiert.
Dabei muss der Aspekt deutlich von der Aktionsart unterschieden werden. Während der Aspekt eine morphologisch-grammatische Erscheinung ist, bildet die Aktionsart ein lexikalisch-semantisches Phänomen ab. Der grammatische Aspekt verweist auf die morphologische Markierung der Zeitformen für das Pretérito indefinido und Pretérito imperfecto. Dabei werden aber nicht die „Zeitstufen“, also die Tempora in den Mittelpunkt der Betrachtung gestellt, sondern die zeitliche Struktur von Handlungen, der „Zeitrichtungsbezug“. Für den Aspekt ist es entscheidend, welche Ausdehnung eine Handlung besitzt, ob sie abgeschlossen ist oder noch andauert und wie der Sprecher in diese Situation integriert ist.
Schildert man den Handlungsablauf im Sinne einer kontinuierlichen Abfolge im Handlungsstrang, hilo argumental – es stellt sich die Frage der zeitlichen Befristung einer (zeitgebundenen) Situation –, so werden die vergangenen Ereignisse mit dem imperfektiven Tempus- und damit auch Aspektsystem abgebildet. Also Handlungen im Verlauf – auch wenn diese als parallele Ereignisse auftreten; sie bilden gewissermaßen den Rahmen für neu eintretbare Ereignisse. – Beispiele estaba, perfektiv- llegó:
```
 
Estaba
 haciendo un ejercicio yoga.
 – „
Sie/er war gerade dabei, eine Yogaübung zu machen.
“ Imperfektiv: 
estaba

 
Estaba
 haciendo yoga, cuando 
llegó
 el agente comercial.
 „
Sie/er machte gerade wie immer Yoga, als der Handelsvertreter kam.
“
```

Perfektiv: hizo – Beispiel:
```
 
Hizo
 un saludo al sol.
 – „
Sie/er machte einen 
Sonnengruß
.
“
```

Wird aber über einen Vorgang in der Vergangenheit berichtet, der sich als Punkt, als eine umrissene Entität unter Berücksichtigung eines Anfangs und eines Endes, gewissermaßen als eine „Zeitkapsel“, darstellt, steht für die sprachliche Abbildung nur das perfektive Tempus- und damit Aspektsystem zur Verfügung.
- Pretérito perfecto compuesto: ¿Qué ha sucedido recientemente? – „Was war passiert kürzlich?“[12]
- Pretérito indefinido: ¿Qué pasó? – „Was passierte? Was geschah dann?“[13]
- Pretérito imperfecto: ¿Cómo era? – „Wie war es? Was war schon?“[14]

–Beispiele:
```
Mi hermano 
ha muerto
 por un ataque de apoplejía. Lo recuerdo aún mucho.
 Pretérito perfecto compuesto – Nähe zur Gegenwart

Mi hermano 
murió
 hace tres años.
 Pretérito indefinido – Distanz zum Ereignis

Nuestros antepasados también 
morían
 por arterias obstruidas.
 Pretérito imperfecto – Erzählhintergrund
```

Beim Pretérito indefinido werden die Grenzen, Konturen oder Ränder des Verbalereignisse in den Bereich der mentalen Aufmerksamkeit gezogen, während im Pretérito imperfecto die zeitlichen Grenzen in den Hintergrund (vergleiche Figur-Grund-Wahrnehmung) gerückt oder ausgeblendet werden. Bei Verbalereignissen, die sich im Imperfecto darstellen, bleiben der (zeitliche) Anfang und das Ende unbestimmt, es wird nicht einmal gesagt, dass sie überhaupt stattgefunden haben.
```
 
Pretérito indefinido
: 
¿Cuándo fue la última vez que llovió?
 –  „
Wann (genau) war das letzte Mal, dass es regnete?
“
```

Werden in einem Satz gleichzeitig ablaufende Handlungen oder Ereignisse beschrieben stehen sie im Pretérito imperfecto. – Beispiel:
```
 
Mientras 
cenábamos
 
veíamos
 la televisión.
 – „
Während wir noch zu Abend aßen, sahen wir noch Fernsehen.
“
```

Wird über aufeinanderfolgende Handlungen oder Ereignisse berichtet, stehen sie, wie eine jeweils „abgeschlossene Zeitblase“, im Pretérito indefinido. – Beispiel:
```
 
Llegó a trabajo, se cambió, bebió un café y se fue al ordenador.
 – „
Er/sie kam schon zur Arbeit, wechselte die Kleidung, trank einen Kaffee und war schon am Computer.
“
```

Werden zwei Handlungsstränge in einem Satz verbunden, bzw. überschneiden sich diese, erscheint die unterbrechende Handlung im Pretérito indefinido, während das unterbrochene Geschehen oder Ereignis im Pretérito imperfecto erscheint. – Beispiele:
```
 
Estábamos escuchando la radio cuando oyó un ruido.
 – „
Wir hörten gerade Radio, als er/sie schon Lärm hörte.
“ Pretérito imperfecto de indicativo + Pretérito indefinido de indicativo
 
Si. Pensé que lo pensabas.
 – „
Ja, ich dachte, dass du es dachtest.
“ Pretérito indefinido de indicativo + Pretérito imperfecto de indicativo
```

## Zusammenspiel von Tempus, Aspekt, Aktionsart, Modus und Modalität
Für Ulrich Sacker (1983) sind das Tempus, der Aspekt und die Aktionsarten als korrelative Kategorien zu betrachten, die in enger Wechselbeziehung zueinander stünden, so dass sich auf grammatischer Ebene eine Interaktion zwischen den Kategorien Tempus, Modus und Aspekt ausbildet.

### Tempus
Das Tempus, tiempo gramatical ist eine grammatische Kategorie, die die zeitliche Beziehung, die äußerliche Zeit zwischen zwei Ereignissen oder Tatbeständen zum Ausdruck bringt (Zeitstufen). Das Tempus bezieht sich immer auf die Zeit eines bestimmten Kontextes. Dieser Kontext, der zum Bezugspunkt für Handlungen und Ereignisse in der grammatikalischen Kategorie des Tempus wird, kann gewissermaßen als dessen Ausgangspunkt gesehen werden und ist zumeist mit dem Sprechzeitpunkt gleichzusetzen.
Durch die grammatische Kategorie des „Tempus“  ergibt sich eine Strukturierung, die nicht direkt zur (physikalischen) Zeit in Beziehung zu setzen ist, sondern stets auf den Sprechzeitpunkt S bezogen werden muss (Ereigniszeit E – Sprechzeit S – Referenzzeit R) und Relationen zum Ausdruck bringen kann (Vorzeitigkeit – Gleichzeitigkeit – Nachzeitigkeit). Im Sinne der Terminologie von Hans Reichenbach sind zur semantischen Bestimmung der Tempora verschiedene Zeiten unterschieden worden.
Nach Horst G. Klein (1969) ist das Tempus deiktisch-relational, d. h. es verweist auf eine Zeitspanne die relativ zur kontextuellen Sprechzeit S gegebenen ist. Während Tempora Ereignisse E in der Vergangenheit, Gegenwärtigkeit und Zukünftigkeit in Abhängigkeit zum Sprechzeitpunkt S aufzeigen, werden Aspekt und Aktionsart als nicht-deiktische Zeitkategorien angesehen.

### Aspekt
Karl Brugmann (1887), ein Schüler von Georg Curtius an der Universität Leipzig, beschäftigte sich mit dem indogermanischen Verbalsystem. Zusammen mit Berthold Delbrück entwickelte er den Ansatz von Curtius weiter, da er der Meinung war, dass der Begriff der „Zeitart“ zu unscharf von der „Zeitstufe“ abgegrenzt sei. Brugmann war es auch, der den Terminus „Aktion“ mit in die wissenschaftliche Diskussion aufnahm; er sah in der „Aktion“ mehr die Art und Weise ausgedrückt, wie die Handlung eines Verbs vor sich geht im Gegensatz zur „Zeitstufe“.
Der Aspekt, aspecto gramatical, ist eine grammatische Kategorie, die die interne Zeit eines Ereignisses oder eines Zustandes zum Ausdruck bringt (siehe auch Geschichte des Begriffs „Aspekt“). Diese Kategorie bezeichnet entsprechend ihrer Polarität einen Anfang, eine Wiederholung, einen Verlauf, eine Dauer und ein Ende der Handlung oder des Ereignisses. Von den germanischen Sprachen ist es einzig die englische Sprache, die mit grammatischen Mitteln den Aspekt auszudrücken vermag; vermittels seiner progressive form. Lediglich in einigen deutschen Dialekten gibt es ebenfalls eine Progressiv-Form (Rheinische Verlaufsform oder „am-Progressiv“).
Gérard Genette, obgleich die narrative Zeitlichkeit im Blickpunkt, sieht auf der Ebene der Sprache den Aspekt als ein Ereignis an, das nicht nur einmal eintreten kann, sondern es kann erneut und wiederholt eintreten. Obzwar er einräumt, dass diese vielen Einzelfälle im strengen Sinne nicht identisch sind und sie in Wirklichkeit, als „Wiederholungen“, ein kognitives Konstrukt darstellten, bei denen aus jedem Einzelfall alles Individuelle eliminiert und nur das zurückbehalten wurde, was allen Fällen einer Klasse gemeinsam sei, gewissermaßen das Abstraktum.
Der Aspekt ist im Spanischen zweigliedrig oder auch binär genannt. Er beschreibt die innere zeitliche Konturierung einer Handlung, eines Ereignisses aus der Perspektive des Sprechers. So steht der Aspekt für das Setzen oder die Aufhebung aller möglichen Grenzen im Prädikat.
Die Folgen von Begrenzt- oder Unbegrenztheit, sind, dass eine Handlung, die im Perfektiv entäußert wird, als ganzes dargestellt wird mit einem Anfangspunkt aber vor allem mit einem Endpunkt. Anders gesagt, die Handlungen Ereignisse oder Tatbestände müssen ihren Endpunkt erreichen. Der Perfektiv steht oft mit dem Tempus, der äußerlichen Zeit von Vergangenheitsformen in Verbindung. In bestimmten Vergangenheitsformen kann geäußert werden, ob eine Handlung stattgefunden hat und ob sie nicht mehr stattfindet. Das Imperfektiv hingegen hebt alle möglichen Grenzen auf. Eine weitere Möglichkeit der Unbegrenztheit Sprache zu verleihen, die Grenzenlosigkeit eines Ereignisses abzubilden ist das diese durch eine ständige Wiederholung ausgedrückt wird (Iterativität). Anderes formuliert, alles Formen der Entäußerung durch die Sprache, die inhärente Grenzen haben, werden sie im Imperfektiv nicht mehr aufweisen können.
Der Aspekt gibt als Verbalkategorie darüber Auskunft, ob eine Handlung, Tatbestand oder Geschehnis sich durch eine Abgeschlossenheit, den perfektiven Aspekt, oder durch eine Nicht-Abgeschlossenheit, den imperfektiven Aspekt, charakterisieren lässt. Während der Aspekt eine morphologisch-grammatische Erscheinung ist, bildet die Aktionsart ein lexikalisch-semantisches Phänomen ab. Nach Bernd Kortmann (1991) sind Aktionsarten, in Abgrenzung zum Aspekt, keine grammatischen Kategorien, sondern verweisen auf die inhärenten temporalen Eigenschaften von Prädikaten hin, sind also mit dem Lexikon verbunden.
Der Aspekt betrachtet nicht den „Zeitstufenbezug“ oder die Zeitstufen, sondern die zeitliche Struktur von Handlungen oder „Tatbeständen“. Es ist entscheidend, welche Ausdehnung eine Handlung oder ein Tatbestand besitzen, ob sie also abgeschlossen sind oder noch andauern und wie der Sprecher in diese Vorgänge einbezogen bzw. integriert ist.
Die Perfektivität als Aspektform wird u. a. durch das Pretérito indefinido ausgedrückt und lässt sich mit atelischen Verben, verbo atélico (Aktionsart) ebenso ausdrücken:
```
 
Ayer comí pollo.
  Gestern aß ich Hühnchen.
```

wie auch mit telischen Verben, verbo télico:
```
 
Ayer fui a Barcelona.
  Gestern fuhr ich nach Barcelona.
```

Die Imperfektivität als Aspektform, die sich u. a. mit der Vergangenheitsform des Pretérito imperfecto äußert, kann ebenfalls mit verschiedenen Prädikaten verbunden sein:
```
 
Ayer a las ocho de la mañana granizó.
  Gestern um acht Uhr in der Früh hagelte es.
 
En ese momento salí de mi coche.
 In diesem Moment stieg ich aus meinem Auto.
```

### Aktionsart
Die Aktionsart, clase de acción o modo de acción erfasst die Tatsache, dass jede Handlung, Ereignis und jeder Zustand einen Anfang, ein Ende, und eine Zwischenphase haben kann. Aktionsarten bringen auf lexikalischem Weg zum Ausdruck, wie sich das im Verb innewohnende Geschehen ausgedrückt, wie es „abläuft“ oder wie sich die Bedeutung etwa des Beginns, der Begrenzung, der Iterativität in seiner ihm immanenten temporalen Bestimmung zeigt. Mit den Aktionsarten werden lexikalisch-semantische Phänomene abgebildet, sie zeigen so den (internen) Verlauf, die Ausgedehntheit und das Ergebnis eines Vorgangs auf. Die Aktionsart eines Verbs kennzeichnet sich vermittels einer speziellen Form der Zeitreferenz. Verschiedene Verben können ein inhärentes zeitliches Merkmal aufweisen.
Durch diese Aktionaliät wird vermittelt, ob eine Handlung beginnt, gerade andauert oder abgeschlossen ist. Die Aktionsarten beschreiben also die Abstufungen und die Verlaufsweisen des vom Verb bezeichneten Geschehens, Handlung oder Tatbestandes. Die Handlung lässt sich nach dem inhaltlichen (Veranlassung, Intensität, Wiederholung, Verkleinerung) sowie in ihrem zeitlichen Verlauf (Ablauf, Vollendung, Anfang, Übergang, Ende) unterscheiden.
So werden beispielsweise im Deutschen die Aktionsarten durch eine lexische Semantik am Verb charakterisiert. Hierzu stehen die Affixe, genauer Präfixe im Vordergrund, etwa für das Verb „blühen“, welches die Dauer der Handlung kennzeichnet; oder „erblühen“, welches den Beginn markiert und „verblühen“ das, das Ende des „Blühvorgangs“ charakterisiert.
Die Aktionsart bezeichnet daher die interne temporale Struktur von Situationen und damit die objektiven Verhältnisse des Ereignisses in Hinblick auf seinen zeitlichen Verlauf, etwa als zeitlich ausgedehnt oder nicht ausgedehnt, als zielgerichtet oder nicht zielgerichtet usw. Diese Tatsachen lassen sich mit den Begriffen Ingressiv, ingresivo, Inchoativ, incoativo, Durativ, durativo, Iterativ, iterativo, Frequentativ, frecuentativo, Stativ, Momentativ, Egressiv, egresivo  und Konativ beschreiben.
Zur Begrifflichkeit und der Klassifikation von Zeno Vendler (1957/1967) in vier grundlegenden Aktionsarten lässt sich folgern, dass nur telische Verben im perfektiven und imperfektiven Aspekt auftreten können, oder anders formuliert nur bei telischen Verben vermag der Sprecher zwischen den Aspekten wählen.
Im Unterschied zur Aktionsart bezeichnet der Aspekt jedoch die subjektive Betrachtungsweise des Ereignisses nach den Grundkategorien perfektiv (als abgeschlossen gedachtes Ereignis) und imperfektiv (als nicht abgeschlossen gedachtes Ereignis). Darüber hinaus gibt es komplexere Aspekte wie beispielsweise den perfektischen Aspekt, der einen aus einem abgeschlossenen Ereignis resultierenden Zustand bezeichnet. Anstelle des Begriffs des perfektiven Verbs verwendet Ulrich Engel (2004) die Bezeichnungen des „telischen Verbs“, verbo télico und für die des imperfektiven Verbs die Bezeichnung des „atelischen Verbs“, verbo atélico.
Hinsichtlich der Perfektivität spanischer Verben, wird diese u. a. durch das pretérito  indefinido ausgedrückt und lässt sich mit atelischen, verbos atélicos o permanentes oder mit telischen Verben, verbos télicos o desinentes  kombinieren.
```
Ayer 
comí
 sopa de pescado.
   
Gestern aß ich Fischsuppe.
 atelisches Verb, 
verbo atélico
. Verben die Ereignisse ohne Endpunkt bezeichnen
[
41
]
[
42
]
[
43
]

Ayer 
fui
 a Barcelona.
   
Gestern fuhr ich nach Barcelona.
 telisches Verb, 
verbo télico
. Verben die Ereignisse mit natürlichem Endpunkt bezeichnen
[
44
]
[
45
]
```

Das Verbalsystem der romanischen Sprachen ist im Hinblick auf die Telizität, telicidad  morphologisch nicht so gleichmäßig ausgebildet, wie etwa in den slawischen Sprachen. Für das Spanische lässt sich dies nur definitiv bei Anwesenheit des Pronomens „se“ bestimmen. – Beispiele:
```
leer un rato – leerse una gaceta
 eine Weile lesen (atélico) – lesen eine Zeitung (télico)

comer pollo – comerse un pollo
 essen Hühnchen (atélico)-  essen ein Hühnchen (télico)

beber vino – beberse  una  copa  de  vino
  trinken Wein (atélico) –  trinken ein Glas Wein (télico)
```

Dennoch zeigt sich auf lexikalischer Ebene eine Differenzierung zwischen Aspekt oder Aktionsart bzw. einem einmaligen, semelfaktiven Handlungsumstand und einer abgeschlossenen Handlung, resultativ mit einem klar abgegrenzten Anfang und Ende. Beide lassen sich z. B. anhand der deutschen Verbpaare wie „erblicken“ und „betrachten“, „finden“ und „suchen“, „vernehmen“ und „zuhören“ nachvollziehen; in jedem dieser Paare hat das erste Verb eine dem perfektiven Verbalaspekt oder Aorist ähnlichen Bedeutung: es kennzeichnet eine einmalige, abgeschlossene Handlung, eben mit einem klar abgegrenzten Anfang und Ende. Das jeweils zweite Verb zeigt hingegen einen andauernden Vorgang an, der nicht auf einen bestimmten Moment oder eine bestimmte Handlung beschränkt werden kann; auch eine wiederholte oder gewohnte Handlung kann so angezeigt werden.
Das Spanische gibt die Aktionsart der Handlung, wie ein Ereignis oder Handlung verläuft, auch mit verbalen Umschreibungen durch die perífrasis verbales wieder.
Hierunter versteht man Verbalgruppen die als Verbalperiphrasen aus einer Kombinationen eines finiten Verbs und einem (oder mehreren) Infinitiven Verbformen des Spanischen  konstituiert sind, wobei das finite Verb seine Eigenbedeutung weitgehend verloren hat, aber zur Modifizierung oder Charakterisierung des Verbalgeschehens, insbesondere im Hinblick auf die Aktionsart weiter wirkt, auf dass, das Verb im Infinitiv referiert.
Es handelt sich um Konstruktionen mit Verben der Bewegung, die in Verbindung zum Infinitiv, Gerundium oder Partizip treten und die dabei ihre ursprüngliche Bedeutung verlieren. Sie nehmen die Funktionen eines Pseudo-Hilfsverbs an. Die periphrastischen Konstruktionen bezeichnen: Anfang, Wiederholung, Dauer, Ende der Handlung.

### Modus
Die Modus, modo gramatical ist ein der linguistischer Ausdruck von Modalität, die mit der subjektiven Einstellung eines Sprechers zum Ereignis zu tun hat. Modalität kann als eine semantische Kategorie verstanden werden, sie erlaubt einem Sprecher die Möglichkeit der Art und Weise des Bestehens von Ereignissen und Situationen (Unbestimmtheiten) auszudrücken auf denen sich diese Aussagen beziehen. Dadurch kann der Sprecher in einer Aussage versprachlichen, ob eine bestimmte Sachlage etwa „möglich“, „notwendig“ oder „unmöglich“ sei. Währen als der Modus eine grammatikalisch-morphologische Kategorie oder Begriff ist, der die Einschätzung der Realität oder der Realisierungsmöglichkeiten des versprachlichten Sachverhaltes durch den Sprecher ausdrückt, wird die Modalität hingegen als eine funktional-semantische Kategorie oder Begrifflichkeit gefasst.
Dennoch kann Modalität auch durch grammatikalisch-morphologische Mittel der Modi (z. B. des Indikativs, Konjunktivs, Imperativs) ausgedrückt werden.
Da die Modi unter diesen Gesichtspunkten Teil der Modalität sind, kann Modalität als Überbegriff verstanden werden.
Die Erfassung der Zeit oder die Versprachlichung temporaler Erfahrungen wird in den verschiedenen Sprachen unterschiedlich grammatikalisiert. Sie erscheint als Tempus und ist eine grammatische Kategorie, die – relativ zu einem wirklichen oder angenommenen Sprechzeitpunkt S – die zeitliche Lage der Situation angibt, die vom verbalisierten Satz bezeichnet wird.

## Pretérito indefinido oder Pretérito perfecto simple
Das Pretérito indefinido de indicativo wird verwendet, wenn die Handlung in der Vergangenheit abgeschlossen ist. Das Pretérito indefinido  kennzeichnet ein in der Vergangenheit abgeschlossenes und abgegrenztes Ereignis oder Tatbestand; auch neu einsetzende Handlungen oder Ereignisse.
Es beschreibt ein (längst) vergangenes, (weit) zurückliegend Ereignis oder bezieht sich auf einen vergangenen Zeitpunkt; also auf Ereignisse, die zu einem oder von einem bestimmten Zeitpunkt in der Vergangenheit an stattfanden. Das impliziert die Vorstellung der Punktualität und Einmaligkeit aber auch die, der textlichen Handlungsketten. Das Indefinido ist geeignet aufeinanderfolgende Handlungssequenzen zu beschreiben, hingegen ist es – im Vergleich zum Imperfecto – nicht geeignet unabgeschlossene und andauernde Zustände zu versprachlichen.
Hierin ähnelt es einer Eigenschaft des deutschen Präteritum. Aspektuell wird eine abgeschlossene Handlung ausgedrückt, welche in einem abgeschlossenen Zeitraum stattfand. In der Terminologie von Hans Reichenbach wäre folgende Struktur gegeben: E . R – H, Ereigniszeit . Referenzpunkt – Sprechzeit. – Beispiel:
```
 
Nadie se lo dijo.
 – „
Niemand ihr/ihm es schon sagte.
“
```

Wählt der Sprecher das Pretérito indefinido als Referenz für die Beschreibung einer Handlung oder eines Ereignisses in der Vergangenheit, so definiert er das Geschehen oder Ereignis als von einem Zeitpunkt ab und impliziert, dass es kaum Möglichkeiten der Einflussnahme darauf gibt. Es ist die Zeit, die für Erzählungen, Berichte und Schilderungen verwendet wird. Es ist eine einfache Zeit und verweist meistens auf definitive Zeitpunktangaben in der Vergangenheit.
Folgende Wörter weisen auf dieses Zeitgeschehen hin: ayer, anteayer, el año pasado, anoche, la semana pasada, el martes pasado, de repente, de … a, desde … hasta, después, el martes de la semana pasada, en …, de pronto, hace tres días.
Frage nach dem Indefinido: ¿Qué pasó?  – „Was geschah dann?“
Frage nach dem Imperfecto: ¿Cómo era?  – „Was war schon?“
Manche Verben haben, je nachdem, ob sie im Imperfecto oder Indefinido stehen, eine andere deutsche Übersetzung. So wird conocer kennen im Imperfecto zu le conocía ich kannte ihn (über einen längeren Zeitraum), während le conocí zur vergangenen einmaligen Aktion ich habe ihn kennen gelernt wird.

### Bildung des Pretérito indefinido oder Pretérito perfecto simple
Die regelmäßigen Verben die auf –er oder –ir enden, weisen die gleichen Formen auf. Die Endigungen der ersten Person Plural (nosotros) sind identisch mit der Konjugationsformen im Präsens.
| Person                | Endungen habl-ar | Endungen tem-er | Endungen part-ir |
| --------------------- | ---------------- | --------------- | ---------------- |
| yo                    | -é               | -í              | -í               |
| tu                    | -aste            | -iste           | -iste            |
| usted, él, ella       | -ó               | -ió             | -ió              |
| nosotros /-as         | -amos            | -imos           | -imos            |
| vosotros /-as         | -asteis          | -isteis         | -isteis          |
| ustedes, ellos, ellas | -aron            | -ieron          | -ieron           |

Bei den unregelmäßigen Verben spielt der Begriff Wortstamm, Stamm oder hier Verbstamm eine wichtige Rolle, er bezeichnet allgemein in der linguistischen Morphologie einen Bestandteil eines Wortes, der als Ausgangsbasis für morphologische Operationen wie Wortbildung oder hier speziell der Flexion dient. Es handelt sich demnach um ein potenziell unvollständiges Gebilde, das als Gegenstück zu einem Affix auftreten kann.
Zwei wichtige Unterschiede sind im Pretérito indefinido zu beobachten. Zum einen finden sich Verben, wie in der Konjugation des Präsens auch, bei denen sich im Stamm der jeweils betonte Vokal ändert. Beispiel servir mit dem Vokalwechsel oder Ablaut e zu i in den dritten Personen Singular und Plural.
| Person                | Endungen serv-ir |
| --------------------- | ---------------- |
| yo                    | serví            |
| tu                    | serviste         |
| usted, él, ella       | sirvió           |
| nosotros /-as         | servimos         |
| vosotros /-as         | servisteis       |
| ustedes, ellos, ellas | sirvieron        |

Auf der anderen Seite finden sich auch komplette Veränderungen des jeweiligen Verbstamms. Hier einige Beispiele für eine unregelmäßige Veränderungen im Verbstamm. So weisen, obgleich noch von einer gewissen Regelhaftigkeit, die Suffixe der Indefinitivkonjugation gewissermaßen „gemischte“ Formen auf.
| Verben | Wortstamm | Endungen, allgemeine                  |                 |
| ------ | --------- | ------------------------------------- | --------------- |
| andar  | anduv-    | -e, -iste, -o, -imos, -isteis , ieron | u-Stammänderung |
| caber  | cup-      | -e, -iste, -o, -imos, -isteis, -ieron | u-Stammänderung |
| decir  | dij-      | -e, -iste, -o, -imos, -isteis, -eron  | j-Stammänderung |
| estar  | estuv-    | -e, -iste, -o, -imos, -isteis, -ieron | u-Stammänderung |
| haber  | hub-      | -e, -iste, -o, -imos, -isteis, -ieron | u-Stammänderung |
| hacer  | hic-      | -e, -iste, -o, -imos, -isteis, -ieron | i-Stammänderung |
| poder  | pud-      | -e, -iste, -o, -imos, -isteis, -ieron | u-Stammänderung |
| poner  | pus-      | -e, -iste, -o, -imos, -isteis, -ieron | u-Stammänderung |
| querer | quis-     | -e, -iste, -o, -imos, -isteis, -ieron | i-Stammänderung |
| saber  | sup-      | -e, -iste -o, -imos, -isteis, -ieron  | u-Stammänderung |
| tener  | tuv-      | -e, -iste -o, -imos, -isteis, -ieron  | u-Stammänderung |
| traer  | traj-     | -e, -iste -o, -imos, -isteis, -eron   | j-Stammänderung |
| venir  | vin-      | -e, -iste -o, -imos, -isteis, -ieron  | i-Stammänderung |

| Verben   | Wortstamm | Endungen, allgemeine                    |                              |
| -------- | --------- | --------------------------------------- | ---------------------------- |
| abrir    | abr-      | -í, -iste, -ió, -imos, -isteis , -ieron |                              |
| caer     | ca-       | -í, -iste, -yó, -imos, -isteis, -yeron  | 3. Person Sing./Plur. i zu y |
| coger    | cog-      | -í, -iste, -ió, -imos, -isteis , -ieron |                              |
| comer    | com-      | -í, -iste, -ió, -imos, -isteis, -ieron  |                              |
| conocer  | conoc-    | -í, -iste, -ió, -imos, -isteis, -ieron  |                              |
| dar      | di-       | -i, -iste -io, -imos, -isteis, -ieron   | kein Acento agudo            |
| deber    | deb-      | -í, -iste, -ió, -imos, -isteis, -ieron  |                              |
| dormir   | dorm-     | -í, -iste, -ió, -imos, -isteis , -ieron | 3. Person Sing./Plur. o zu u |
| escribir | escrib-   | -í, -iste, -ió, -imos, -isteis, -ieron  |                              |
| ir       | fu-       | -i, -iste, -e, -imos, -isteis, -eron    | kein Acento agudo            |
| leer     | le-       | -í, -iste, -yó, -imos, -isteis, -yeron  | 3. Person Sing./Plur. i zu y |
| oir      | o-        | -í, -iste, -ió, -imos, -isteis, -ieron  |                              |
| oler     | ol-       | -í, -iste, -ió, -imos, -isteis, -ieron  |                              |
| sentir   | sen-      | -í, -iste, -ió, -imos, -isteis, -ieron  | 3. Person Sing./Plur. e zu i |
| ser      | fu-       | -i, -iste -io, -imos, -isteis, -ieron   | kein Acento agudo            |
| vivir    | vi-       | -í, -iste, -ió, -imos, -isteis, -ieron  |                              |

| Verben | Wortstamm | Endungen, allgemeine                 |
| ------ | --------- | ------------------------------------ |
| amar   | am-       | -é, -aste, -ó, -amos, -asteis, -aron |
| cantar | cant-     | -é, -aste, -ó, -amos, -asteis, -aron |
| gustar | gust-     | -é, -aste, -ó, -amos, -asteis, -aron |
| hablar | habl-     | -é, -aste, -ó, -amos, -asteis, -aron |
| llevar | llev-     | -é, -aste, -ó, -amos, -asteis, -aron |
| pensar | pens-     | -é, -aste, -ó, -amos, -asteis, -aron |

Verben die mit den Suffixen auf -car, -gar, oder -zar enden werden aus Gründen der Aussprache in ihrer ersten Person Singular unregelmäßig.
Einige Verben zeigen für bestimmte Konjugationsformen eine Änderungen in der Schreibweise so wird ein mögliches i zwischen zwei Vokalen zum y. Beispiele: caer fallen caí, caíste, cayó, caímos, caísteis, cayeron, creer glauben, creí, creíste, creyó, creímos, creísteis, creyeron.
Aber auch Konsonanten werden verändert, so wird ein z vor e zum c. Beispiel: cruzar kreuzen, crucé, cruzaste, cruzó, cruzamos, cruzasteis, cruzaron.
Ein Konsonant g vor den Vokalen e oder i ein gu. Beispiel jugar spielen, jugué, jugaste, jugó, jugamos, jugasteis, jugaron.
Bei den Verben die auf -ucir enden wird aus uc die Vokal-Konsonantenverbindung uj, die weiteren Endungen dieser Verben sind insgesamt unregelmäßig. Beispiel traducir übersetzen traduje, tradujiste, tradujo, tradujimos, tradujisteis, tradujeron.

## Pretérito imperfecto
Im Pretérito imperfecto de indicativo stehen – wie im französischen Imparfait und im englischen Past Progressive – länger andauernde oder sich wiederholende Handlungen in der Vergangenheit, die nicht in der Vergangenheit abgeschlossen worden sind oder deren Ende in der Vergangenheit unbestimmt blieb, etwa había una vez .... es war einmal. Denn wiederholende Handlungen werden als unabgeschlossene und unabgegrenzte Ereignisse verstanden.
Der Vorgang, die Handlung lief parallel zum Referenzpunkt des gesprochenen Wortes in der Vergangenheit ab. Es ist eine Parallelität im erweiterten Sinne einer Gleichzeitigkeitsbedeutung, womit der versprachlichte Vorgang vor- oder auch nachzeitig zum Referenzpunkt sein kann.
Es ist eine einfache Zeit, gehört also zu den formas simples.
Das Imperfecto wird immer dann genutzt, wenn über immer wieder stattfindende Geschehen in der Vergangenheit erzählt wird. Man betont hier also die Wiederholung (iterative Aktionsart, verbos iterativos) und Regelmäßigkeit (durative Aktionsart, verbos durativos). Der Erzählende will von der Gegenwart, dem Betrachtungszeit- oder Fokuspunkt, aus eine Handlung oder ein Geschehen beschreiben, das in der Vergangenheit liegt. Er nimmt dies zu einem Zeitpunkt vor, als die Handlung stattfand, sie also noch nicht abgeschlossen war. Es ist für den die Handlung Betrachtenden deshalb nicht bekannt, ob das Geschehen, das in der Vergangenheit eingesetzt hat, noch andauert. Das Geschehen war also „nicht perfekt“, somit „imperfekt“. In der Terminologie von Hans Reichenbach wäre folgende Struktur gegeben: E . R – H, Ereigniszeit . Referenzpunkt – Sprechzeit.
```
Los novios se escribían cada semana.
 
Das 
Paar
 schrieb sich jede Woche.
```

Deshalb findet diese Zeitform ihre Anwendung bei gleichzeitig ablaufenden Ereignissen in der Vergangenheit oder wenn die laufenden Geschehen in der Vergangenheit durch eine neue Handlung unterbrochen werden. Auch für die Beschreibung von Situationen, Personen, Landschaften, Wetter oder Ähnlichem in der Vergangenheit kann das Pretérito imperfecto genutzt werden. Das Imperfecto dient zur Beschreibung von sich wiederholenden Handlungen, der Aufzählung von Ereignissen oder von Zuständen in der Vergangenheit, die länger andauerten oder gleichzeitig bestanden. Wird eine Szene, eine Rahmenhandlung, beschrieben, verwendet man das Imperfecto und ermöglicht damit dem Sprecher nähere, ausführlichere Erläuterungen und Ausführungen.
Folgende Wörter führen zu dieser Zeit hin: antes, a menudo, entonces, en aquel tiempo, con frecuencia, de vez en cuando, mientras, cada día, cada semana, cada vez que, siempre, porque, de joven, normalmente, generalmente, en esa época, poco a poco, todas las mañanas. Sie bilden sozusagen den Hintergrund, während der Vordergrund im Indefinido beschrieben wird. Anzeichen für einen solchen, gleichzeitigen Gebrauch beider Zeiten geben folgende Wörter: una vez, de repente, enseguida. – Beispiele:
```
* 
Cuando 
era
 joven, 
monté
 a caballo una vez.
– „
Als ich jung war, bin ich einmal geritten.
“
* 
Era
 un rey permanentemente.
 – „
Er war  König 
dauerhaft.
“
```

zeigt eine durative Aktionsart an, während der Satz
```
* 
Era
 un rey repetidamente.
 – „
Er war  König
 
immer wieder.
“
```

die iterative Aktionsart des Imperfektes näher aufführt.
Vergangene Handlungen oder Tatbestände werden in ihrem Verlauf betrachtet und versprachlicht, dabei sind ihre Vollendung oder auch ihr Ergebnis nicht von Interesse.
```
* 
Salía
, cuando tú 
entrabas
.
```

Insgesamt beschreibt das Pretérito imperfecto ein Geschehen oder eine Handlung, die prozessual, losgelöst von Zeit und Verlauf in der Vergangenheit geschah. Es beschreibt permanente, ständige Handlungen, Tatbestände oder einen beständigen Vorgang in einer zurückliegenden Zeit, wobei entscheidend nicht die Dauer dieses Vorgangs ist, sondern dessen Nichtlokalisierbarkeit auf der Zeitachse.
```
* 
Ese lago 
estaba
 situado al derecho del camino.
```

### Bildung des Pretérito imperfecto
| Person                | Endungen habl-ar | Endungen tem-er | Endungen part-ir |
| --------------------- | ---------------- | --------------- | ---------------- |
| yo                    | -aba             | -ía             | -ía              |
| tu                    | -abas            | -ías            | -ías             |
| usted, él, ella       | -aba             | -ía             | -ía              |
| nosotros /-as         | -ábamos          | -íamos          | -íamos           |
| vosotros /-as         | -abais           | -íais           | -íais            |
| ustedes, ellos, ellas | -aban            | -ían            | -ían             |

Es sind drei unregelmäßige Verben im spanischen Pretérito imperfecto zu beachten.
| Verben | Wortstamm | Endungen, allgemeine                |                                       |
| ------ | --------- | ----------------------------------- | ------------------------------------- |
| ir     | i-        | -ba, -bas, -ba, -bamos, -bais, -ban | i im 1. Person Plur. mit Acento agudo |
| ser    | er-       | -a, -as, -a, -amos, -ais, -an       | e im 1. Person Plur. mit Acento agudo |
| ver    | ve-       | -ía, -ías, -ía, -íamos, -íais, -ían | erstes i immer mit Acento agudo       |

## Verwendung des Pretérito indefinido und Pretérito imperfecto im Spanischen
Nach Siever & Wehberg (2016) sei die Verwendung des Imperfectos und des Indefinidos abhängig von der:
- Erzählperspektive;
- Textaufbau;
- Kontext sowie partiell von der
- Sprecherintention.

Da das Pretérito imperfecto dazu dient, Szenen zu beschreiben, auf denen sich, gewissermaßen als Hintergrund, eine neue Handlung entwickelt oder eine schon andauernde Handlung durch ein neues Ereignis oder Handlung interferiert wird, müssen alle Nebenumstände und alle weiteren Beschreibungen oder alle anderen Gegenstände, die der Erzähler in den (deskriptiven) Hintergrund zu rücken wünscht, in das Pretérito imperfecto, aber auch in das Pretérito pluscuamperfecto gesetzt werden. Für den Ausdruck des (narrativen) Vordergrundes, also für das neue Ereignis oder die neue Handlung dienen das Pretérito indefinido und das Pretérito anterior.
Das Pretérito indefinido
wird verwendet, wenn die Handlung in der Vergangenheit abgeschlossen ist, acción completada. Es beschreibt ein (längst) vergangenes, (weit) zurückliegend Ereignis oder bezieht sich auf einen vergangenen, bekannten Zeitpunkt besser Zeitraum, also auf Ereignisse, die zu oder von einem bestimmten Zeitpunkt in der Vergangenheit an über eine gewisse Dauer hin stattfanden und es beschreibt seine Gesamtheit, evaluación global. Es lässt sich gut mit einer „Zeitkapsel“, cápsula del tiempo versinnbildlichen.
Aspektuell wird eine abgeschlossene Handlung ausgedrückt, welche in einem abgeschlossenen Zeitraum stattfand. Damit verknüpft ist seine Verwendung um eine abgeschlossene Handlung in seiner Gesamtheit, als Gesamteindruck, – bewertung oder -schau zu beschreiben. – Beispiele:
```
El torneo de voley 
estaba
 bien.
 „
Das 
Volleyballturnier
 war gut.
“ 
Imperfecto
, Teilbewertung, -schau, 
evaluación parcial
, unabgeschlossen, Bewertung aus damaliger Sicht, im Sinne, das einige Spielsequenzen gut waren.

El torneo de voley 
estuvo
 bien.
 „
Das [gesamte] Volleyballturnier war gut.
“ 
Indefinido
, Gesamtbewertung, -schau, 
evaluación global
, abgeschlossen, das gesamte Turnier wird bewertet.
```

In der Terminologie von Hans Reichenbach wäre folgende Struktur gegeben: E . R – H, Ereigniszeit . Referenzpunkt – Sprechzeit.
Wählt der Sprecher das Pretérito indefinido als Referenz für die Beschreibung einer Handlung oder eines Ereignisses in der Vergangenheit, so definiert er das Geschehen oder Ereignis als von einem Zeitpunkt ab und impliziert, dass es kaum Möglichkeiten der Einflussnahme darauf gibt.
Es ist die Zeit, die für Erzählungen, Berichte und Schilderungen verwendet wird. Es ist eine einfache Zeit und verweist meistens auf definitive Zeitpunktangaben in der Vergangenheit. – Beispiele: Pretérito indefinido:
```
  
Cuando 
vino
 mi hermano 
trajo
 obsequios.
 – „
Als mein Bruder kam, brachte er kleine Aufmerksamkeiten mit.
“
  
Cuando 
fui
 de trabajo 
comí
 algo.
 – „
Als ich zur Arbeit ging, aß ich ein wenig.
“
  
Tuvieron
 una casa.
 „
Sie bekamen ein Haus.
“
  
Conocí
 a 
Denis Diderot
.
 – „
Ich lernte Denis Diderot kennen.
“
  
Conocí
 a Denis en 
la coterie holbachique
.
  – 
Ich lernte kennen Denis in der Coterie holbachique.
 Das Kennenlernen ist zum 
Sprechzeit 
S
, Origio in der Vergangenheit abgeschlossen.
```

Aber Pretérito imperfecto:
```
 
Le 
conocía
 bien.
 – 
Ihn ich kannte gut.

 
Cuando llegué a la coterie holbachique no 
conocía
 a nadie.
 – „
Als ich kam zur Coterie holbachique nicht ich kannte niemanden.
“ Der Tatbestand, dass ihn niemand im Salon von 
Paul Henri Thiry d’Holbach
 kannte, dauerte zum Sprechzeitpunkt 
S
 an.
 
Estaba
 ante la puerta de la cárcel de Santa Águeda y 
era
 libre.
  – „
Ich stand vor dem Tor des Gefängnis Santa Agueda und war frei.
“ Der Tatbestand, dass er/sie vor dem Tor stand, dauerte zum Sprechzeitpunkt S an; aber sein „freigesetzt-sein“ war abgeschlossen.
```

Folgende Wörter weisen auf dieses (angedauerte) Zeitgeschehen hin: ayer, anteayer, el año pasado, anoche, la semana pasada, el martes pasado, de repente, de … a, desde … hasta, después, el martes de la semana pasada, en …, de pronto, hace tres días.
Frage nach dem Indefinido: ¿Qué pasó?  – „Was geschah dann?“
Frage nach dem Imperfecto: ¿Cómo era?  – „Was war schon?“
Manche Verben haben je nachdem, ob sie im Imperfecto oder Indefinido stehen, eine andere deutsche Übersetzung.
So wird conocer (kennen) im Imperfecto le conocía zu ich kannte ihn (über einen längeren Zeitraum), während le conocí zur vergangenen einmaligen Aktion ich habe ihn kennen gelernt wird.
| Verben Infinitiv | deutsche Übersetzung | Pretérito imperfecto (Verlauf der Handlung) | deutsche Übertragung                              | Pretérito indefinido (Eintritt der Handlung) | deutsche Übertragung                  |
| tener            | haben                | tenía                                       | ich hatte (wie immer) gehabt                      | tuve                                         | ich bekam (augenblicklich, im Moment) |
| saber            | wissen               | sabía                                       | ich wusste schon                                  | supe                                         | ich erfuhr (plötzlich)                |
| conocer          | kennen               | conocía                                     | ich kannte schon                                  | conocí                                       | ich lernte (augenblicklich) kennen    |
| ir               | gehen                | iba                                         | ich war wie immer unterwegs, ich ging wie gewohnt | fui                                          | ich fuhr, ging (augenblicklich)       |

Das Indefinido nimmt seinen Betrachtungszeitpunkt ebenfalls von der Gegenwart aus ein, aber das betrachtete Geschehen fand zum einen des Öfteren statt, oder aber es dauerte länger, so dass man keinen Zeitpunkt, sondern einen Zeitraum beschreibt. Da der Zeitpunkt des Geschehens nicht genau definierbar ist, heißt es „Indefinido“. Der Sprecher nutzt das Indefinido, um das (singuläre) Ereignis oder Geschehen zu beschreiben, ohne aber zu versuchen, den Rahmen einer Situation genauer zu beschreiben oder einen ausführenden Kontext zu dem, was (singulär) beschrieben wird, sprachlich auszudrücken. – Beispiele:
```
 
Llegué
 a las seis de la mañana, 
tomé
 una ducha y me 
fui
 a la cama.
 – „
Ich kam 
im Moment
 um sechs Uhr früh morgens an, nahm ein Duschbad und ging ins Bett.
“
```

Sodann bei vorangegangenen Aktionen, Handlungen oder Tatbeständen in der Vergangenheit mit Folgen und Konsequenzen in der Vergangenheit.
```
 
Salí
 del trabajo, 
llegué
 a casa y me 
fui
 derecho a la cama con mi novio.
 – „
Ich ging von der Arbeit zurück, kam nach Hause und ging schnurstracks mit meinem Mann ins Bett.
“
```

Das Pretérito imperfecto will keinen direkten Bezug zur Gegenwärtigkeit eines Ereignisses herstellen, noch sagt es etwas über den Beginn und dem Ende eines Ereignisses als solches aus. Lediglich konstatiert es den Hinweis auf die Vergänglichkeit oder „Vergangenhaftigkeit“ von Tatbeständen. – Beispiel:
```
 
La gente que 
venía
 de lejos 
narraba
 historias de la guerra.
 – „
Die Leute die von weit her kamen erzählten Geschichten über den Krieg.
“
```

So „verdichtet“ es physische, emotionale und mentale Bedeutungsfelder zu Tatbeständen und projiziert oder verortet diese als sprachliche Äußerung in die Vergangenheit. Es stellt gewissermaßen den eine „Erzählmasse“, masa de narración dar, die in einer Vergangenheit verortet wurde. – Beispiele:
```
 
Estábamos
 muy cansados pero 
teníamos
 que bregar.
 – „
Wir waren sehr müde aber wir mussten uns abrackern.
“
 
El bebé 
tenía
 hambre constantemente.
 – „
Der Säugling hatte immerfort Hunger.
“
 
Tenían
 una casa.
 – „
Sie hatten ein Haus.
“
 
Le conocía bien.
 – „
Ihn ich kannte gut.
“
```

Aber
```
 
Conocía
 a Denis Diderot.
 – „
Ich kannte Denis Diderot.
“
```

Es gibt keine exakte Auskunft über die zeitliche Begrenztheit der Ereignisse und Handlungen auf die hingewiesene Vergangenheit oder „Vergangenhaftigkeit“. – Beispiele:
```
 
Sentado en el muelle de la bahía. 
Veíamos
 cómo los barcos 
entraban
 en el puerto de San Francisco.
 – „
Sitzend an der Kaimauer der Bai. Wir sahen wie die Schiffe in den Hafen von San Francisco einfuhren.
“
 
Cuando 
iba
 de trabajo comí algo.
 – „
Auf dem Weg zur Arbeit aß ich ein wenig.
“
```

Das Imperfecto nutzt man zur allgemeinen Beschreibung eines Zustandes oder einer Situation. Beispiel: De muy joven, Susana era muy viva. In frühester Jugend war Susanne sehr lebhaft.
Es wird genutzt um den gewohnheitsmäßigen Ablauf sich wiederholender Handlungen, Vorgängen oder Tatbeständen sprachlich zu veräußern. – Beispiele:
```
 
Cuando 
venía
 mi hermano 
traía
 obsequios.
 – 
„Immer wenn mein Bruder kam, brachte er kleine Aufmerksamkeiten mit.“

 
Me 
encantaba
 hacer el amor con mi novio.
 – 
„Mir gefiel es mit meinen Freund Liebe zu machen.“

 
Tus padres siempre 
leían
 el periódico dominical por la mañana.
 – 
„Deine Eltern immer sie lasen die Sonntagsmorgenzeitung.“

 
Antes 
tenía
 una vida como la tuya en Chile y ahora no tengo nada.
 – 
„Früher hatte ich ein Leben wie das Deinige in Chile und jetzt nicht ich habe gar nichts.“
```

Im Pretérito indefinido stehen einmalige, perfektiv punktuelle Handlungen in der Vergangenheit (siehe hierzu Aorist und Aktionsart). Es hat im Deutschen keine Entsprechung und wird bei einer Übersetzung mit dem Präteritum wiedergegeben. Erst anhand einer Zeitbestimmung innerhalb des Satzes lässt sich ersehen, welche Form gewählt wurde; es gibt also klare Regeln hinsichtlich der unterschiedlichen Verwendung dieser Zeiten. Die Haltung des Sprechers, der Betrachtungszeitpunkt zu den exakten zeitlichen Strukturen nennt man Aspekt bzw. Aktionsart von Handlungen oder Ereignissen und bestimmt damit den imperfektiven oder perfektiven Aspekt.
Vergleicht man das Pretérito indefinido mit dem Pretérito imperfecto, so zeigt sich, dass beide Zeiten die Aspekte entweder als abgeschlossene Handlungen oder Ereignisse in der Vergangenheit ausdrücken oder nicht. Anders gesagt, es sind Formen, die die Perfektivität in der Vergangenheit oder die Imperfektivität in der Vergangenheit auszudrücken in der Lage sind.
Für Geschehen und Vorgänge, die einmal passierten – dabei ist der Zeitpunkt für den Sprecher abgeschlossen und idealerweise bestimmbar, aber zeitlich nicht deutlich begrenzt –, oder bei Geschehnissen, die auch mehr als einmal stattgefunden haben, aber ebenfalls als abgeschlossen anzusehen sind, wird das Pretérito imperfecto eingesetzt.
Im Pretérito imperfecto werden Zustände erzählt (z. B. Panoramabeschreibungen, Wettererscheinungen, Landschaften, Eigenschaften von Gegenständen, aber auch Personen) und Situationsschilderungen sowie Hintergrundsbeschreibungen geliefert. Sollte zu einer neuen Handlung in der Vergangenheit die bereits laufende Handlung oder ein weiteres parallel verlaufendes Ereignis hinzutreten, wird auch diese Zeitform gewählt. Aber wenn eine Handlung oder Ereignis, das im Gange war, von einem anderen einsetzenden Handlung tangiert wird, steht die einsetzende Handlung im Indefinido. Das noch andauernde Ereignis steht weiterhin im Imperfecto. – Beispiel:
```
 
María 
hacía
 un jersey de punto cuando 
llegué
 a casa.
 – „
Maria strickte einen Pullover, als ich nach Hause kam.
“
```

Damit sind deutsche Formulierungen einzudenken wie allzeit, andauernd, anhaltend, beharrlich, dauernd, endlos, alle Mal, ewig, immerfort, jederzeit, jedes Mal, ständig, stets, immer wenn, wie gewöhnlich, wie üblich, durchgehend oder wie immer.
Im Spanischen findet der Aspekt seinen isolierten Ausdruck in dem Gegensatzpaar Pretérito indefinido versus Pretérito imperfecto, dabei fällt morphologisch das Tempusmorphem mit dem Aspektmorphem zusammen. Das Indefinido bezeichnet ein Ereignis oder eine Handlung, die in der Vergangenheit beendet wurde (perfektiver Aspekt). Dem Imperfecto hingegen fehlt diese Bestimmung (imperfektiver Aspekt), hier vermag das Ereignis- oder Handlungsende offenbleiben.
Relativ zum Ereignisende des Fertigstellens eines Pullovers (hacía) sind das Ankommen nach Hause (llegué) und seine Implikationen nicht beendet. – Beispiel:
```
 
Cuando 
llegué
, mi esposa ya se 
había ido.
 – „
Als ich ankam, war meine Ehefrau schon weg.
“
```

Das Verb llegar steht in der Zeitform des Indefinido llegué, der Fortgang der Handlung dann im Imperfecto había ido. Hinsichtlich des Aspektes beschreibt das Verb llegué im Indefinido ein beendetes Ereignis (perfektiver Aspekt), mit había ido dem Imperfecto hingegen bleibt die Bestimmung (imperfektiver Aspekt) offen.
Die „Zeitmarker“ für die Verwendung des Pretérito indefinido oder des Perfecto simple sind die folgenden Wörter: ayer, anteayer, el lunes, el martes, hace un año, el otro día, ese/aquel día, el domingo, hace un rato, la semana pasada, el mes pasado, el año pasado. Also bei allen Temporalbestimmungen mit pasado bzw. pasada wird das Indefinido verwendet. – Beispiel:
```
 
Ayer María se 
compró
 un coche.
 – „
Gestern Maria sich kaufte einen Wagen.
“
```

Das Indefinido sowie das Imperfecto können in einem Text aus stilistischer Sicht miteinander kombiniert werden. So steht dabei der Handlungshintergrund, die Rahmenhandlung im  Imperfecto. Die die Zeitfom einleitenden Wörter hierzu, etwa mientras, porque, siempre, stehen dann vor einem im Imperfekt konjugierten Verb, während Wörter wie enseguida, luego, un día, de repente die Veränderung im Ereignisverlauf der Erzählung einleiten, um dann an dieser Stelle mit einem Verb im Indefinido fortzufahren. – Beispiel:
```
 
Mientras yo 
hablaba
 con mi novio 
llegó
 mi hermana.
```

Für das Ereignis oder Handlung, die in ihrer nicht deutlich abgrenzten Dauer dargestellt werden und als Hintergrund für einen einsetzenden (punktuellen) und damit zeitlich begrenzten Tatbestand dienen, kommt das Imperfecto zur Anwendung. Will man dem Ereignis einen Gegenwartsbezug bzw. Bezug auf die Zukunft geben wird dem Pretérito perfecto oder perfecto compuesto  der Vorzug gegeben. – Beispiele:
```
 
No 
estaba
 en casa cuando 
llamaste
.

 
Cuando 
estábamos
 durmiendo 
ha llovido
 a chorros.
```

Unterbricht ein Ereignis oder eine Handlung einen anderen Tatbestand, so steht die unterbrechende Handlung im Indefinido, ¿Qué pasó? der unterbrochene Tatbestand dagegen im Imperfecto ¿Qué fue? – Beispiele:
```
 
Mientras nosotros 
veíamos
 la televisión, 
sonó
 el teléfono.

 
El sábado por la mañana 
estaba
 trabajando cuando 
llegó
 él a mi despacho.
 – 
„Der Samstagmorgen ich war gerade arbeitend, als er kam in mein Büro.“
```

Der Indefinido, er antwortet auf die Frage ¿Qué pasó? Was geschah?; wird gebraucht zur Bezeichnung einer einmaligen, in der Vergangenheit abgeschlossenen, auf die Gegenwart nicht mehr einwirkenden Handlung sowie neu eintretender bzw. aufeinanderfolgender Vorgänge in der Vergangenheit. – Beispiel:
```
 
Su esposa 
murió
 en 1796.
```

Werden keine Zeitangaben in einem sich versprachlichendem Satz benutzt oder aber lässt sich aus dem Kontext eine solche nicht erschließen, wird das Pretérito perfecto genutzt, vor allem dann, wenn die Handlung oder das Ereignis zum Sprecher als noch relativ nah in Bezug auf die Gegenwart empfunden wird. Liegt aber die Handlung oder das Ereignis, über das gesprochen wird, schon längst oder länger zurück oder ist es für den Sprecher schon Teil einer ferneren Vergangenheit, nutzt man das Indefinido. Wenn nun aber über zwei oder mehrere Geschehen erzählt wird, die sich zur gleichen Zeit in einer Vergangenheit abspielten, wird das Imperfecto verwendet, um das noch andauernde Ereignis, die Rahmenhandlung, zu beschreiben, während man das Indefinido für jede neu eintretende Handlung verwendet. Anders gesagt, beginnt ein Erzähler im Indefinido, so wird der Inhalt seines Erzählten meist nicht weiter ausgeführt, anders beim einleitenden Imperfecto, hier folgen häufig ausführlichere Erläuterungen zum Gegenstand seines Gesagten.
Also: Bei abgeschlossenen Situationen oder Handlungen in der Vergangenheit, wobei die Häufigkeit keine Rolle spielt, oder auch bei nacheinander ablaufenden Handlungen in der Vergangenheit wird das Pretérito indefinido eingesetzt. Es stellt eine typische Zeit zum Erzählen, das tiempo narrativo, dar. – Beispiel:
```
 
Nuestro amigo 
salía
 de su casa, cuando le 
asaltaron
 unos ladrones.
 – „
Unser Freund verließ sein Haus, als ihn Räuber überfielen.
“
[
76
]
```

Dabei steht das Verb „salir“ im Imperfecto und das Verb „asaltar“ im Indefinido.
Sind die einzelnen Handlungen abgeschlossen und verknüpfen sich diese zu einer Handlungskette, dann steht der Indefinido in beiden Sequenzen. – Beispiel:
```
Ayer, cuando 
regresé
 a mi castillo 
encontré
 al caballero negro.
 
„Gestern als ich ankam auf meiner Burg, traf ich den schwarzen Ritter.“
```

Daraus folgt:
```
El caballero negro estaba en su castello.
 
„Der schwarze Ritter befand sich auf seiner Burg.“
```

Setzte die erste Handlung vor der zweiten Handlung ein, und war die erstere Aktion auch noch nicht vor der Zweiten abgeschlossen, wird die erste Handlungsseqenz im Imperfecto wiedergegeben.
```
Ayer, cuando 
regresaba
 a su castillo 
encontré
 al caballero negro.
 
„Gestern als ich zurückkehrte auf seine Burg, traf ich den schwarzen Ritter.“
```

Hieraus folgt:
```
El caballero negro estaba en el camino.
 
„Der schwarze Ritter war am Wege.“
```

Das „sich auf dem Weg befinden“, das „Zurückkehren auf die Burg“ stellt die unvollendete Hintergrundshandlung dar. Das verwendete, konjugierte Verb ist von seiner Aktionsart gewissermaßen dynamisch, durativ und atelisch her, denn im „Zurückkehren zur Burg“ wird kein Zeitrahmen festgelegt, noch ist er abgeschlossen. Das „Begegnen der schwarzen Ritters“ ist eine punktuelle Handlung, ist doch eine Begegnung mit ihrem Eintritt auch schon abgeschlossen. Indem der Erzähler im zweiten Beispiel den Imperfecto verwendet, gibt er zu verstehen, dass er auf dem Weg, also noch nicht am Ziel angekommen ist, die Handlung noch andauert.

## Die Gegensatzpaarepretérito imperfectoundpretérito perfecto (compuesto)bzw.pretérito indefinido
Das Pretérito perfecto (compuesto) ist ein Tempus der Gegenwärtigkeit. Damit lässt sich nicht, wie mit dem Perfekt im Deutschen, über ein „früher“ sprechen, sondern vielmehr über ein „zuvor“. Mit dem Adverb „zuvor“ wird über eine Vorzeitigkeit, anterioridad referiert, also geschehene Handlungen, die noch eine Beziehung zur Gegenwart oder besser zum Sprechzeitpunkt aufweisen.
Ein grundlegendes Bedürfnis eines jeden Sprechers einer natürlichen Sprache findet seinen Ausdruck darin, das sowohl Zeitbezüge als auch persönliche Einstellungen in den Aussagen über die Welt versprachlicht werden.
Auf einer vorgestellten „Zeitgeraden“ oder „Zeitlinie“ können Ereignisse, Geschehen oder Tatbestände als vergangen, gegenwärtig oder zukünftig eingeordnet werden.
Man unterscheidet drei Zeitstufen: Gegenwärtigkeit, presente, Vergangenheit, pasado und Zukünftigkeit, futuro. Darüber hinaus aber können diese Entitäten noch zueinander in Beziehung gesetzt werden. Die sich hieraus ergebenden Beziehungen sind die Zeitverhältnisse: Nachzeitigkeit („nachher“), posterioridad, Gleichzeitigkeit („jetzt“), simultaneidad und Vorzeitigkeit („vorher“), anterioridad.
```
Cuando 
estábamos
 en el jardín nos trabajábamos todos los días.
 
Als wir waren im Garten wir arbeiteten den ganzen Tag.
  Das 
Pretérito imperfecto
 stellt in der Vergangenheit unbegrenzt sich wiederholende Vorgänge oder Zustände dar.

He trabajado
 durante toda la noche.
 
Ich habe gearbeitet die ganze Nacht.
 Das 
Pretérito perfecto compuesto
 stellt einen Vorgang oder Zustand dar, dessen Beginn oder Abschluss vor dem Augenblick des Sprechens liegt, dessen Ergebnis aber noch von Bedeutung ist.

Empecé
 a trabajar a las seis.
 
Ich begann zu arbeiten um sechs Uhr.
  Das 
Pretérito indefinido
 bezeichnet den Beginn (oder auch Ende) eines Vorgangs oder Zustands.
```

Für die flektierenden Sprachen stehen insbesondere die Verbalkategorien des Tempus und des Modus zur Verfügung. Sie zählen zu den wichtigsten Instrumenten zur Herstellung solcher Bezüge. Mehr noch, in den flektierenden Sprachen ist die Markierung eines Verbs nach Modus und Tempus geradezu unerlässlich um eine grammatisch korrekte und verständliche Aussage zu machen.
So ermöglicht der Modus dem Sprechenden, seine subjektive Einstellung zu dem zu sagenden Sachverhalt darzulegen oder nach Jacob Wackernagel das Verhältnis der Tätigkeit zur Wirklichkeit zu beschreiben.
Als unmarkierter Modus gilt der
- Indikativ, modo indicativo. Er setzt die Handlung oder das Ereignis als wirklich an.

Die übrigen Modi sind:
- Subjunktiv Er setzt die Handlung als möglich an.
- Konditional Er setzt die Handlung als bedingt an.
- Imperativ Er setzt die Handlung als befohlen an.

Die Modi geben die subjektive Einstellung, Bedingtheit, also Zusammenhänge zwischen Objekten und den Repräsentationen im menschlichen Bewusstsein sowie der Aufforderung wieder.
Im Gegensatz zum Tempus (das heißt der Zeitstufe) bezieht sich der Aspekt nicht auf den Zeitpunkt des Vorgangs relativ zum Moment der Aussage (Vergangenheit, Gegenwart, Zukunft), sondern auf die Art und Weise, wie dieser Vorgang betrachtet wird (das heißt der Zeitrichtungsbezug oder den Zeitverhältnisse).
Die Begriffe Tempus und Aspekt werden jedoch nicht in allen Sprachen gleich deutlich voneinander geschieden. Dies hängt damit zusammen, dass es Sprachen gibt, in denen die Aspektunterscheidung morphologisch nur in Vergangenheitstempora ausgedrückt wird, so dass die Aspekte mit den Tempusbezeichnungen zusammenfallen. Beispielsweise ist das lateinische Imperfekt ein Vergangenheitstempus im unvollendeten Aspekt (daher der Name). Andere Sprachen unterscheiden morphologisch nur den Aspekt und kennen keine grundsätzliche Kategorisierung in Zeitstufen. In wieder anderen Sprachen werden Zeitstufen und Aspekte systematisch miteinander kombiniert, so dass zu jedem Aspekt drei Zeitstufen existieren. Das Deutsche wiederum hat zwar ein Tempussystem, aber keine grammatische Kategorie des Aspekts, aber durchaus Möglichkeiten Aspektualität wiederzugeben.
Mit den Tempora erhält der Sprecher die Möglichkeit, im Augenblick des Sprechens zeitliche Relationen zu dem Inhalt des Zusagenden mit morphologischen Mitteln zu realisieren. Das Tempus ist die differenzierteste Kategorie des spanischen Verbs. Dabei ist die Tempussetzung aber keine sprachliche Zeitmessung und zeigt deshalb auch nicht an, wann ein Ereignis oder eine Handlung sich vollzieht, denn physikalisch-zeitlich verschiedene Ereignisse sind durch dasselbe Tempus bezeichenbar. – Beispiel am Futuro simple:
```
 
Operaré
 mañana.
 – „
Ich werde operieren morgen.
“ bzw. „Ich werde morgen operieren.“ Oder
 
Operaré
 dentro de un año.
 – „
Ich werde innerhalb eines Jahres operieren.
“
```

Durch das Tempus ordnet ein Sprecher ein Ereignis oder eine Handlung aus der Sicht einer vergehenden Zeit (Zeitrelation) zu einem Referenzpunkt, punto de referencia R (Zeitverhältnis oder Consecutio temporum, auch Abfolge der Zeiten).
So wird das Verb „operieren“ im Satzbeispiel Operaré mañana oder Operaré dentro de un año nachzeitig zu der Sprechsituation gebildet. Das Verb „operar“ erfährt dabei eine morphologisch-grammatische Änderung; es wird die 1. Person singular des Futuro simple konjugiert. Die Dimensionen des zu versprachlichenden Wahrnehmungsraums für die Ereignisse bestehen aus zwei Angaben: der Zeitrelation und dem Referenzpunkt. Dadurch, dass das Tempus auf einen Referenzpunkt verweist, gewinnt es einen temporal deiktischen Wert – eine Eigenschaft, die der Aspekt nicht besitzt. Durch das Hinzufügen des Adverbs „mañana“ bzw. der temporalen Präposition „dentro de un año“ erfährt der Referenzpunkt eine lexikalisch-semantische Bestimmung.
Mit der Kategorie des Aspekts wiederum werden im Spanischen das Gegensatzpaar pretérito imperfecto für das unabgeschlossene Ereignis und des pretérito perfecto (compuesto) bzw. pretérito indefinido für eine abgeschlossene Handlung bestimmt. Während im imperfektiven Aspekt die zeitlichen Grenzen des Ereignisses nicht gesehen werden, wird im perfektiven Aspekt das Ereignis einschließlich seiner Grenzen, als Ganzes, gesehen. Im Spanischen sind die Begriffe Tempus und Aspekt jedoch nicht so deutlich voneinander geschieden wie in den slawischen Sprachen. Dies liegt daran, dass die Aspektunterscheidung morphologisch nur in den Vergangenheitstempora ausgedrückt wird, dadurch fällt der Aspekt mit den Tempusbezeichnungen zusammen. Dennoch werden bei der Betrachtung des Aspektes nicht die „Zeitstufen“, also die Tempora in den Mittelpunkt gestellt, sondern die zeitliche Struktur von Handlungen, der „Zeitrichtungsbezug“. Für den Aspekt ist es entscheidend, welche Ausdehnung eine Handlung besitzt, ob sie abgeschlossen ist oder noch andauert und wie der Sprecher in diese Situation integriert ist. Folgt man den Reichenbach’schen Überlegungen so läge ein perfektiver Aspekt vor, wenn die Referenzzeit R die Ereigniszeit E einschließt oder ihr nachgeschaltet ist. Wird die Referenzzeit R von der Ereigniszeit E inkludiert, spricht man von einem imperfektiven Aspekt. – Beispiel:
```
 
Mi padre 
corría
 a la habitación lateral.
 – „
Mein Vater rannte in das Nebenzimmer.
“ Präziser:  „Mein Vater war noch dabei in das Nebenzimmer zu rennen.“  Imperfektive Handlung als im Verlauf befindlich versprachlicht.
 
Mi padre 
corrió
 a la habitación lateral.
 – „
Mein Vater rannte schon ins Nebenzimmer.
“ Perfektive Handlung als abgeschlossen versprachlicht.
```

Die Betrachtung des „Zeitrichtungsbezug“ gibt die Möglichkeit mit dem perfektiven Aspekt, pretérito indefinido drei verschiedene Arten von Handlungen (siehe hierzu auch Aktionsart) zu versprachlichen:
- eine momentane oder punktuelle Handlung;
- ein Resultat oder einen Effekt, endbezogen;
- ein Inchoativ, anfangsbezogen.

Für den imperfektiven Aspekt, pretérito imperfecto lassen vier Arten von Handlungen oder Ereignissen angeben:
- eine durative Handlung, ohne Anfangs- und Endbezug;
- eine iterative Handlung, ohne Anfangs- und Endbezug;
- eine inchoative Handlung, ohne Anfangs- und Endbezug.
- eine konative Handlung.[6]

Für Leiss (1992) steht die grammatische Kategorie des Aspekts für eine „Perspektivierungskategorie“. Während sie den Unterschied zwischen Tempus und Aspekt darin sieht, dass das Tempus das Geschehen in einem Jetzt-Gegenwärtigkeit, Vorher-Vergangenheit oder Nachher-Zukünftigkeit lokalisiert, sieht sie beim Aspekt den Sprecher lokalisiert. Der Sprecher kann sich erzählerisch entweder (bildlich betrachtet) innerhalb oder außerhalb eines Verbalgeschehens befinden: Für die „Innenperspektive oder Binnensicht“ („Aspekt des Imperfektiven“) befindet sich der Sprecher in einer (vorgestellten) Vergangenheit. Für die „Außenperspektive“ („Aspekt des Perfektiven“) stellt sich der Sprecher einen Vorgang als abgeschlossen vor und nimmt keinen Bezug auf seinen Verlauf und sein Ergebnis.

## Erwin Koschmieders Zeitbezug und Sprache
Erwin Koschmieder stellt in seiner Begrifflichkeit Zeitbezug und Sprache. Ein Beitrag zur Aspekt- und Tempusfrage. (1928) den „Zeitstellenwert“, das „Ich“ oder „Ichbewußtsein“ dem „Zeitrichtungsbezug“ gegenüber. Durch den „Zeitstellenwert“ und dem „Ich“ lässt sich eine Beziehung des „Zeitstufenbezugs“ beschreiben. Der „Zeitstufenbezug“ der Vergangenheit, Gegenwart und Zukunft entsteht dann, wenn sich ein „Tatbestand“ (oder gewissermaßen eine Handlung) zu den Lageverhältnissen des „Zeitstellenwertes“ zum Sprecher definiert (Zeitstufen). Hierbei wird der „Zeitstellenwert“ eines „Tatbestandes“ (oder gewissermaßen einer Handlung) entsprechend seiner Lage zum „Gegenwartspunkt“ auf der (virtuellen) „Zeitlinie“ dann als Vergangenheit, Zukunft oder Gegenwart (Tempussystem) versprachlicht.
Mit dem „Zeitrichtungsbezug“ wird hingegen das Aspektsystem erfasst (Zeitverhältnisse). Denn mit der Art der zeitlichen Beziehung in die ein „Tatbestand“ gesetzt wird, definiert der Sprecher, durch den Sinngehalt der versprachlichten Aussage bedingt, zwischen dem „Ich“ und dem „Tatbestand“ eine Beziehung, den „Zeitrichtungsbezug“. Diese Beziehung lässt für Koschmieder zwei Möglichkeiten offen:
- Die versprachlichte Aussage ist aus der Vergangenheit in die Zukunft gerichtet. Der „Tatbestand“ wird damit als geschehend charakterisiert (siehe imperfektiver Aspekt).
- Die versprachlichte Aussage ist aus der Zukunft in die Vergangenheit gerichtet. Hierdurch interpretiert man den „Tatbestand“ als geschehen und erfasst ihn in seiner Totalität (siehe hierzu perfektiver Aspekt).

Für Koschmieder gibt es Tatbestände mit Zeitstellenwert und Tatbestände ohne Zeitstellenwert. Tatbestände mit Zeitstellenwert sind individuelle, einmalige einem definierten Ort (siehe in der Abbildung Punkt 3) auf der Zeitlinie zugewiesene Geschehen. Die Geschehen ohne Zeitstellenwert sind unbeschränkt, wiederholte Tatbestände, die sich zeitlos gewissermaßen als außerzeitliche Ereignisse präsentieren, sogenannte ewige Wahrheiten. Sie meinen keinen individuellen Vorgang und sind nicht durch Zeitmaßangaben oder Zeitpositionsangaben kalendarisch-chronometrisch dargelegt. Man könnte die Koschmieder’schen Begriffe mit individuell-konkreten und generell-abstrakten Tatbeständen übersetzen.

## Hans Reichenbachs Tempusbeschreibung
Reichenbach definiert den Aspekt „zeitlogisch“. Obgleich die Tempora durch die „Zeitlichkeit“ charakterisiert werden, markiert der Sprecher bzw. Adressat in einer kommunikativen Situation mit der Äußerung „Ich“ (Hier-Jetzt-Ich-Origo oder deiktisches Zentrum) einen deiktischen Referenz- oder Ausgangspunkt für seine Rede, folglich entsprechen die Tempora nicht den kognitiven Konzepten von Zeit oder Zeitlichkeit in der außersprachlichen Realität oder sind diesen gleichzusetzen. Dabei bildet die horizontale Zeitachse gewissermaßen die Realität bzw. die Realität des Sprechers ab. Die semantische Realität ist die erlebte, „widergespiegelte“ Realität (siehe Semantisches Netz, Wissen, Proposition). Hierzu werden die Verhältnisse auf eine räumliche Metapher, auch Zeitstrahl, línea de tiempo zur Darstellung von Zeitpunkten, -räumen und Abfolgen in Form einer Linie auf- und in die daraus resultierende Begrifflichkeit übertragen (lokale Deixis).
Hans Reichenbach (1947) schuf eine Terminologie zum Verständnis der versprachlichten Zeitenfolge, den deiktischen und narrativen Tempusfunktionen.
Deiktische Ausdrücke sind für das Sprachverständnis von elementarer Bedeutung, da die Mehrzahl der sprachlichen Äußerungen nur dann von einem Rezipienten diskriminiert werden, wenn er die versprachlichten Botschaften  in einem personelle, sozialen, räumlichen und zeitlichen Kontext eingebettet verstehen kann. Die Deixis als eine semantische Komponente bezieht sich auf die relative Orientierung zwischen dem Sprecherort, einem Bezugsbereich und einem Verweisbereich, der sich wiederum in Personal-, Raum- oder Zeitdeixis aufteilt bzw. unterscheidet.
– Beispiele:
So gehört das Lokaladverb aquí, hier zu einem anderen deiktischen Begriffssystem als ahora, jetzt und damit zum Gegensatz zwischen Lokalität und Temporalität. Antes, vorhin benennt, referiert auf eine andere Zeitrelation als pronto, bald. Es beschreibt den Gegensatz zwischen Vorzeitigkeit, anterioridad und Nachzeitigkeit, posterioridad.
Die Tempora sind deshalb ebenfalls deiktisch, d. h. ihre Interpretation wird vom Sprechzeitpunkt bzw. der Kenntnis der konkreten Äußerungssituation abhängig sein. Hierzu ist die zusätzliche deiktische Beziehung zwischen Sprechzeit S und Ereigniszeit E eine notwendige Voraussetzung. Zudem legt die Anwendung von Temporaladverbien das versprachlichte Ereignis, Handlung oder Tatbestand entweder gegenüber der Sprechzeit S etwa ayer, gestern oder aber gegenüber der Referenzzeit R etwa anteayer, vorgestern fest.
Reichenbach beschrieb die Tempora, als Zeitstufen mittels zweier Relationen zwischen drei Bezugs- oder Zeitpunkten. Für die Charakterisierung der verschiedenen Tempusformen wurde die Relation zwischen der Sprechzeitpunkt S, spanisch punto de habla H und dem Referenzpunkt R, spanisch punto de referencia R gesetzt sowie diejenige zwischen dem Ereigniszeitpunkt E, spanisch punto del evento E und dem Referenzpunkt R.
In seinem von ihm ursprünglich formulierten Ansatz konnten aber nur temporale Relationen zwischen diesen drei Bezugspunkten beschrieben werden. Zur Tempusbeschreibung sind nach Reichenbach dazu mehr als zwei Zeitpunkte bzw. Zeitintervalle nötig. Reichenbach führte die folgenden Kategorien ein:
- Sprechzeit oder Origio, Äußerungszeit, Äußerungszeitpunkt, Kommunikationszeit, Sprechzeitpunkt, Sprechakt, S point of speech oder H punto de habla,  sie bezieht sich auf den Augenblick der Versprachlichung durch den Sprecher, sie wird in manchen Fällen auch als mögliche Zeitspanne definiert, zumeist ist sie ein Zeitmoment. Sie bezieht sich auf den Moment des Sprechens, sie ist deiktisch situiert,
- Ereigniszeit oder Situationszeit, Aktzeit, Ereigniszeitpunkt, Handlungszeit E point of event, punto del evento,  sie ist das Zeitintervall, in welchem der versprachlichte Zustand gilt, oder die ausgedrückte Handlung abläuft, sie kann sowohl einen Zeitpunkt als auch eine Zeitspanne sein. Ein Ereignis ist ein Sachverhalt oder Tatbestand der an ein Zeitintervall gebunden ist, sie ist ebenfalls deiktisch situiert,
- Referenzzeit oder Betrachtungszeit, Betrachtzeit, Bezugszeitpunkt, Referenzpunkt, R point of reference, punto de referencia, es ist ein Zeitintervall, verschieden von der Sprechzeit. Wiedergegeben durch einen „Betrachter“. Es weist, etwa durch ein Zeitadverb, auf ein Ereignis hin oder es referiert auf ein Geschehen um dieses zeitlich deiktisch zu lokalisieren.[102] Die Referenzzeit und damit die zeitliche Festlegung kann mittels Temporaladverbien oder aus dem narrativen Kontext bestimmt werden. Die Referenzzeit ist die Zeit, relativ zu der das Ereignis als vorzeitig, nachzeitig oder zeitlich assoziiert eingeordnet wird. Damit referiert oder diskriminiert sie zwischen Vorzeitigkeit, anterioridad und  Nachzeitigkeit, posterioridad,[103] Die Referenzzeit kann entweder mit der Sprechzeit oder mit der Ereigniszeit, oder auch mit beiden, zusammenfallen. Die Referenzzeit kann auch von beiden getrennt sein so im Plusquamperfekt.
- Unter der Sprechzeitdistanz versteht man den Abstand zwischen der Sprechzeit S bzw. H und der Ereigniszeit E.

Ein Sprecher versprachlicht oder berichtet in einer (interaktiven) Situation über ein Ereignis in dem Moment des Sprechens oder dem Sprechzeitpunkt S, indem durch ein Verweis auf ein referentielles „Jetzt“ oder einem Bezugszeitpunkt (Referenzpunkt R) – im Sinne einer räumlichen Metapher als Zeitstrahl – eine Verortung oder Lokalisierung des berichteten Ereignisses gelingt. Damit referieren die Tempora auf den Bezugszeitpunkt oder die Referenzzeit R, zwei Überlegungen sind von Bedeutung:
- geschah das Ereignis (Ereigniszeit E) vor, parallel oder nach der Bezugszeit (Referenzzeit R);
- liegt die Bezugszeit (R) vor, nach dem Erzählaugenblick (Sprechzeit S) oder fallen beide zusammen.[104]

Ein Tempus ist dann die Verortung oder Lokalisation eines Ereignisses E in Relation zu einem Bezugszeitpunkt R. Im Sinne der räumlichen Metaphorik, des Zeitstrahls, wird die Richtung „vor“ oder „nach“ bestimmend, aber nicht eine absolute Distanz, die sich etwa an eine physikalische Zeitmessung orientiert.
Die Beziehung oder Relation der Referenzzeit, R zur Sprechzeit, S wird mit den Begriffen „Vergangenheit“ (R-S), „Gegenwärtigkeit“ (S,R) und „Zukünftigkeit“ (S-R) beschrieben, die Relation der Ereigniszeit, E zur Referenzzeit R belegt man durch die Begriffe „vorzeitig“ (E-R), „gleichzeitig“ (R,E) und „nachzeitig“ (R,E).

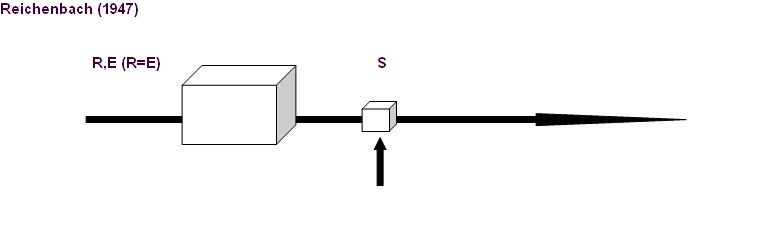
Zeitachse Vergangenheit, E,R-S, dabei steht E für die zeitliche Zuordnung wann das Ereignis stattfand. Legende: großer Quader linksseitig steht für die Gleichzeitigkeit von Ereignis- und Referenzzeit (R,E); kleiner Quader Bildmitte steht für die Sprechzeit (S) das Intervall bzw. Raum, in dem die Sachverhaltsbeschreibung geäußert wurde.

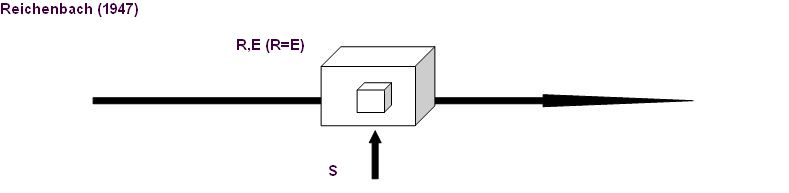
Zeitachse Gegenwärtigkeit, E,R,S, dabei steht R für die Zeit auf die man sich bezieht, z. B. gestern, morgen, übermorgen. Legende: großer Quader Bildmitte steht dafür, dass sich Referenzzeit (R) und Ereigniszeit (E) überlappen (E = S); und mit der Sprechzeit (S) kleiner Quader ebenfalls Bildmitte gleich verortet sind (E = S = R).

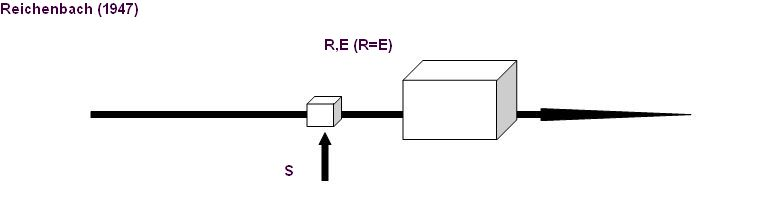
Zeitachse Zukünftigkeit, (S-E,R) Legende: kleiner Quader in der Bildmitte Sprechzeit (S) geht dem großen Quader, rechtsseitig als Referenzzeit (R) bzw. Ereigniszeit (E) voran.

Bei der Zeitrelation der Vergangenheit geht die Referenzzeit R der Sprechzeit S vollständig voraus (E < S). Bei der Zeitrelation der Gegenwärtigkeit überlappen sich Sprechzeit S und Referenzzeit R (E = S). In der Zeitrelation der Zukünftigkeit geht die Sprechzeit S der Referenzzeit R vorausgeht (S < E).
- E,R-S(H) (E = R < S) Pretérito perfecto simple oder Pretérito indefinido, Beispiel:  salió[105]
- E,R-S(H) (E = R < S) Pretérito imperfecto, Beispiel  salía[106]
- E-R,S(H) (E < R = S) Pretérito perfecto compuesto,  Beispiel: ha salido[107]
- S(H),R,E (E = S = R) Presente, Beispiel: sale[108][109][110]

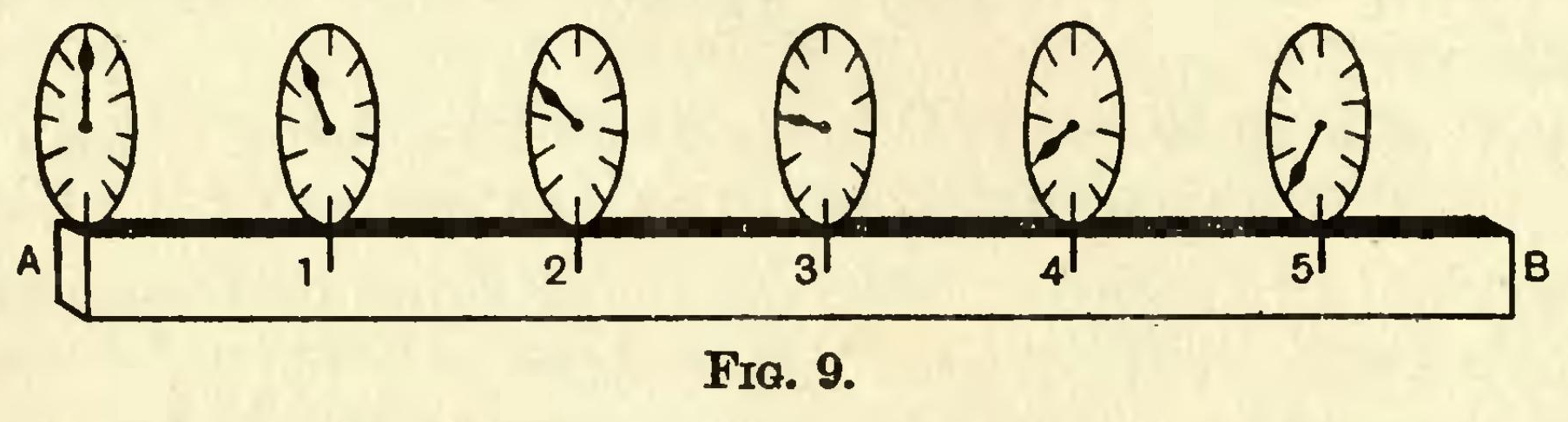
Bildliche Darstellung einer „Zeitlinie“, linksseitig auf der Grafik von einem lokalisierten (virtuellen) „Gegenwartspunkt“ (z. B. Punkt 3) befinden sich die „Zeitstellenwerte“ der Vergangenheit (in Richtung auf A), rechts davon die der Zukunft (in Richtung auf B). Blick: Vergangenheit in die Zukunft; imperfektiver Aspekt. Blick: Zukunft in die Vergangenheit; perfektiver Aspekt

Das Tempus lokalisiert die Referenzzeit R relativ zur Sprechzeit S, während der Aspekt die Ereigniszeit E relativ zur Referenzzeit R lokalisiert.
Das Indefinido und das Pretérito perfecto compuesto geben sprechzeitvorzeitige Ereignisse S, Handlungen oder Tatbestände wieder, sie sind aber referenzzeitverschieden R. Die Referenzzeit R des Pretérito perfecto compuesto ist die Gegenwärtigkeit, die des Indefinido, die Vergangenheit. Ein Referenzzeitbezug wird durch die Anwendung temporal-deiktischer Zeitadverbien oder aufgrund der Ermittlung der Sprechzeitdistanz wiedergegeben.
Die Sprechzeitdistanz beschreibt den Abstand zwischen der Sprechzeit S und der Ereigniszeit E, dabei sieht man das Indefinido als sprechzeitfern, das Pretérito perfecto compuesto als sprechzeitnah. Die Sprechzeitdistanz kann allgemein in Form einer „Größer-als-Relation“ zwischen den verschiedenen Zeitlängen abgebildet werden. Das Pretérito pluscuamperfecto de indicativo und das Pretérito anterior de indicativo geben die eine genaue Unterscheidung der Vorzeitigkeit bzw. der unmittelbaren Vor-vorzeitigkeit wieder. Für das Pretérito imperfecto  hat die Positionierung als Vergangenheitstempus weniger Relevanz, obzwar das Referenzereignis sprechzeitvorzeitig beginnt, endet es aber nicht zwangsläufig auch sprechzeitvorzeitig.

### Einbindung des Aspektbegriffs in die Reichenbachschen Überlegungen
Weiterentwicklungen seiner Theorie waren dann auch in der Lage, kompliziertere Beschreibungen der Vergangenheitstempora, wie etwa die des Imperfekts, zu erklären. Da das spanische Indefinido und Imperfecto als wesentliches Oppositionspaar in dieser Aspektsprache strenggenommen keine verschiedenen Zeitstufen ausdrücken, sondern unterschiedlich, abgeschlossene Vorgänge bezeichnen, die mit einer abgrenzbaren Dauer als eine in der Vergangenheit liegenden Handlung charakterisiert werden, waren Erweiterungen in die Reichenbachschen Überlegungen einzubeziehen. Unterschiedlich, abgeschlossene Vorgänge auf den Zeitstrahl bezeichnen dass, was man auch mit dem Begriff des Aspekts bezeichnet. Die Betrachtung der Handlungen aus der Sicht des Aspekts führt zur Aufhebung der ursprünglichen Reichenbach´schen punktuellen Sichtweise von Sprechzeit S und Ereigniszeit E die damit in eine Sichtweise übergeht, in der diese „Zeiten“ als ausgedehnt betrachtet werden können, das heißt als „Zeitintervalle“.

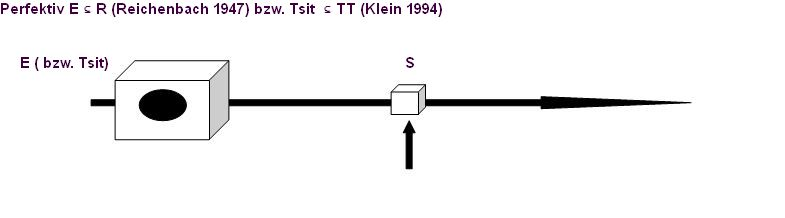
Perfektiv. Darstellung nach H. Reichenbach (1947) bzw. W. Klein (1994) des Aspektes Perfektiv: E ⊆ R, d. h. die Ereigniszeit E ist in der Referenzzeit R enthalten (Zeitpunkt). Legende: großer Quader linksseitig Referenzzeit (R) enthält ein schwarzes Ovoid das, für das abgeschlossene Ereignis bzw. die Ereigniszeit (E) innerhalb der Referenzzeit (R) steht; sie ist als Zeitpunkt („Zeitblase“) verortet.

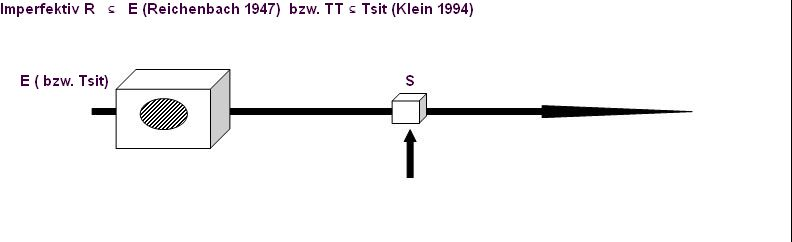
Imperfektiv. Darstellung nach H. Reichenbach (1947) bzw. W. Klein (1994) des Aspektes Imperfektiv: R ⊆ E, d. h. die Referenzzeit R ist in der Ereigniszeit E enthalten (Zeitraum). Legende: großer Quader linksseitig steht für die Ereigniszeit (E) es enthält ein schraffiertes Ovoid das, für die (unbegrenzte bzw. offene) Referenzzeit (R) steht; sie ist als Zeitraum mit variabler Ausdehnung verortet.

Die wesentliche Eigenschaft des Aspekts im Zusammenhang mit dem Indefinido und Imperfecto ist dabei, dass durch ersterem perfektive, abgeschlossene Ereignisse und durch das folgende imperfektive, nicht-abgeschlossene Ereignisse, Zustände oder Tatbestände ausgedrückt werden. Dabei wird durch den Aspektbegriff die Reichenbach’sche Vorstellung, von einer punktuellen Sichtweise von Sprechzeit S und Ereigniszeit E in eine erweiterte Sichtweise genötigt, in der die Zeitpunkte als ausgedehnt oder als Zeitintervalle betrachtet werden.
Nach Becker (2010) ist eine mögliche Unterscheidung beider Aspekte durch die Beschreibung „⊆“ gegeben, dieses Zeichen steht dabei für die Relation des Enthaltenseins.
- Pretérito indefinido: Perfektiv: E ⊆ R, d. h. die Ereigniszeit E ist in der Referenzzeit R enthalten.[119][120]
- Pretérito imperfecto: Imperfektiv: R ⊆ E, d. h. die Referenzzeit R ist in der Ereigniszeit E enthalten.[83][121]

Bei diesen beiden Tempora geht es nicht um in den Unterschied in der Zeitlichkeit, sondern im Aspekt. Perfektive Formen erfassen die verbale Aktion als einen gänzlich abgeschlossenen Vorgang mit abgrenzbarer Dauer (Zeitpunkt) auf. Imperfektive Formen zeichnen die Entwicklung der verbalen Aktion auf und setzen sie in den Vordergrund ohne auf den Abschluss derselben zu deuten (Zeitraum). Es geht also um den Unterschied zwischen Zeitraum und Zeitpunkt. Je nachdem, ob die Referenzzeit R, über die geredet wird, in der Zeit der Situation, der Ereigniszeit E enthalten ist oder umgekehrt, wird zwischen dem perfektiven und imperfektiven Aspekt unterschieden. Im Spanischen sind die Begriffe Tempus und Aspekt jedoch nicht so deutlich voneinander geschieden wie in den slawischen Sprachen. Dies liegt daran, dass die Aspektunterscheidung morphologisch nur in den Vergangenheitstempora ausgedrückt wird, dadurch fällt der Aspekt mit den Tempusbezeichnungen zusammen. Dennoch werden bei der Betrachtung des Aspektes nicht die „Zeitstufen“, also die Tempora in den Mittelpunkt gestellt, sondern die zeitliche Struktur von Handlungen, der „Zeitrichtungsbezug“. Für den Aspekt ist es entscheidend, welche Ausdehnung eine Handlung besitzt, ob sie abgeschlossen ist oder noch andauert und wie der Sprecher in diese Situation integriert ist. Folgt man den Reichenbach’schen Überlegungen so läge ein perfektiver Aspekt vor, wenn die Referenzzeit R die Ereigniszeit E einschließt oder ihr nachgeschaltet ist. Wird die Referenzzeit R von der Ereigniszeit E inkludiert, spricht man von einem imperfektiven Aspekt.

### Hispanistik
- Hans-Georg Beckmann: Neue Spanische Grammatik. dnf-Verlag, Göttingen 1994, ISBN 3-9803483-3-4, S. 160.
- Horst Combe: Die Verwendung des spanischen Subjuntivo im Relativsatz. Dissertationsschrift. Universität Tübingen, 2010 (Online).
- Bernard Comrie: Aspect. An Introduction To The Study Of Verbal Aspect And Related Problems. Cambridge University Press, Cambridge 1976, ISBN 0-521-21109-3.
- Elena González, Blanco García: La didáctica a extranjeros de la sintaxis escrita. Las oraciones de relativo en español. Consejo Superior de Investigaciones Científicas, Instituto de la Lengua Española, S. 441–451  (eingeschränkter Zugang: Online).
- Wolfgang Halm: Moderne spanische Kurzgrammatik. Max Hueber, München 1987, ISBN 3-19-004020-6, S. 192–197.
- Klaus Heger: Die Bezeichnung temporal-deiktischer Begriffskategorien im französischen und spanischen Konjugationssystem. Max Niemeyer, Tübingen 1963
- Konstanze Jungbluth, Federica Da Milano: Manual of Deixis in Romance Languages. Bd. 6.Manuals of Romance Linguistics, Walter de Gruyter, Berlin 2015, ISBN 3-11-031773-7
- Wolfgang Klein: Tempus, Aspekt und Zeitadverbien. Kognitionswissenschaft 1992, Bd. 2, S. 107–118 (PDF Online; 126,8 kB).
- Rainer Kuttert. Kreis der Angewandten Linguistik / Círculo de Lingüística Aplicada a la Comunicación 14, Mai 2003. ISSN 1576-4737. In: Peter Lang (Hrsg.):  Syntaktische und semantische Differenzierung der spanischen Tempusformen der Vergangenheit 'perf simple', 'perf comp' e 'imperfecto', Frankfurt am Main, 1982, ISBN 3-8204-7243-6 (Online Webseite).
- Manuel Leonetti: Por qué el imperfecto es anafórico. In: B. Camus, L. García Fernández (Hrsg.): El pretérito imperfecto. Gredos, Madrid 2003 (Online).3
- Meike Pöll, Bernhard Meliss: Aktuelle Perspektiven der kontrastiven Sprachwissenschaft Deutsch – Spanisch – Portugiesisch. Studien zur kontrastiven deutsch-iberoromanischen SprachwissenschaftBooks on Demand,  Norderstedt 2015, ISBN 3-8233-6954-7.
- Claudia Moriena, Karen Genschow: Große Lerngrammatik Spanisch: Regeln, Anwendungsbeispiele, Tests; [Niveau A1 – C1]. Hueber Verlag, München 2010, ISBN 978-3-19-104145-8, S. 230–253.
- Stefan Ruhstaller: Acerca del sistema de los tiempos del español una categorizacion de distintos tipos de perfecto compuesto. CAUCE, Revista de filología y su didáctica, n° 20–21, 1997–1998, S. 997–1016 (Online).
- M. Rafael Salaberry: The Development of Past Tense Morphology in L2 Spanish. Studies in Bilingualism, Bd. 22. John Benjamins Publishing, 2001, ISBN 90-272-9883-1.
- Ulrike Schwall: Aspektualität. Eine semantisch-funktionelle Kategorie. Tübinger Beiträge zur Linguistik, Bd. 344. Gunter Narr Verlag, Tübingen 1991, ISBN 3-8233-4207-X.
- Alfred R. Wedel: Los conceptos „perfectivo y perfecto“ en el sistema verbal en el castellano moderno. Nueva Revista de Filologia Hispanica XXIII (1974), S. 381–388 (Online).
- Celia Berná Sicilia: La delimitación temporal en el verbo durar: un análisis valencial combinatorio. Verba hispanica XX/1, S. 13–29 (Online).
- Lars-Georg Wigger: Die Entwicklungsgeschichte der romanischen Vergangenheitstempora am Beispiel des Pretérito Perfeito Composto im Portugiesischen. Dissertationsschrift, Universität Tübingen 2005 (Online).

### Allgemeine Betrachtungen
- Olga Balboa: Langenscheidt. Verbtabellen Spanisch. Langenscheidt KG, Berlin / München 2013, ISBN 978-3-468-34345-2 (Digitalisat).
- Johannes Dölling: Semantik und Pragmatik. Temporale und modale Bedeutung. Institut für Linguistik, Universität Leipzig (Online PDF; 114 KB).
- Cathrine Fabricius-Hansen: Tempus fugit. Über die Interpretation temporaler Strukturen im Deutschen. Sprache der Gegenwart, Herausgegeben im Auftrag des Instituts für deutsche Sprache (Hrsg.: Joachim Ballweg, Inken Keim, Hugo Steger und Rainer Wimmer), Bd. LXIV, Schwann, Düsseldorf 1986, ISBN 3-590-15664-3 (Online PDF; 7,7 MB).
- Wolfgang Klein: Time in Language. Routledge, London 2014, ISBN 0-415-86956-0.
- Erwin Koschmieder: Zeitbezug und Sprache. Ein Beitrag zur Aspekt- und Tempusfrage. Breslau 1928 (ND: WTB, Darmstadt 1971), ISBN 3-534-05775-9.
- Manfred Krifka: Semantik. Satzsemantik 10 Aspekt. Institut für deutsche Sprache und Linguistik, HU Berlin (PDF Online; 267 KB).
- Helena Kurzová: Der Relativsatz in den indoeuropäischen Sprachen. Buske, Hamburg 1981, ISBN 3-87118-458-6.
- Christian Lehmann: Der Relativsatz. Typologie seiner Struktur, Theorie seiner Funktionen, Kompendium seiner Grammatik. Narr, Tübingen 1984, ISBN 3-87808-982-1.
- Sebastian Löbner: Ansätze zu einer integralen Theorie von Tempus, Aspekt und Aktionsarten. Universität Düsseldorf, S. 161–193 (Online PDF).
- Alla Paslawska: Tempus-Aspekt-Aktionsarten-Architektur aus typologischer Sicht. Eberhard-Karls-Universität Tübingen, S. 1–23 (Online PDF).
- Karl-Ernst Sommerfeldt, Herbert Schreiber, Günter Starke: Grammatisch-semantische Felder der deutschen Sprache der Gegenwart. Langenscheidt, Berlin / München / Leipzig, Leipzig 1991, ISBN 3-324-00549-3.
- Karl-Ernst Sommerfeldt, Günter Starke, Dieter Nerius: Einführung in die Grammatik und Orthographie der deutschen Gegenwartssprache. Bibliographisches Institut, Leipzig 1981.
- Hans-Jörg Schwenk: Aspektualität und Temporalität – Aspekt und Tempus. Miscellanea. Acta Universitatis Lodziensis, Folia Germanica 8, 2012, S. 131–149 (Online).
- Karin Weise, Mathilde Bénard: Die Darstellung und Vermittlung von präsentischen, präteritalen und futurischen Verbalformen des Portugiesischen, Spanischen, Französischen und Italienischen für deutschsprachige Lernende. Universität Rostock (Online PDF).
- Anke Grutschus: „¡No tengáis miedo!“ vs. „Fürchtet euch nicht!“ Ein deutsch-spanischer Vergleich rund um ‚Angst’. Kap. 3.3. Aktionsart, S. 97. In: Petra Eberwein, Petra Eberwein, Aina Torrent, Lucía Uría Fernández (Hrsg.): Kontrastive Emotionsforschung. Spanisch-Deutsch. Workshop vom 10. Juni 2010–12. Juni 2010, Köln/Colonia, FH Köln (PDF Online 2 MB).

### Wissenschaftliche Einzelarbeiten

#### Hispanistik
- Helmut Berschin: Präteritum- und Perfektgebrauch im heutigen Spanisch. Bd. 157 Beihefte zur Zeitschrift für Romanische Philologie, Max Niemeyer, Tübingen 1976, ISBN 3-484-52062-0.
- Juan Moreno Burgos: El pretérito perfecto compuesto en el ámbito hispánico. Anuario de Letras. Lingüística y Filología, volumen III, 1, año 2015: 87–130 (Online PDF)
- Juan Moreno Burgos: Estatividad y aspecto gramatical. Dissertationsschrift Universität Regensburg 2013 (Online PDF).
- Alejandro Castañeda Castro: Aspecto, perspectiva y tiempo de procesamiento en la oposición imperfecto/indefinido en español. Ventajas explicativas y aplicaciones pedagógicas. Recibido el 26. November 2006, Ræl 5 (2006): 107–140, ISSN 1885-9089 (Online).
- Alicia Cipria, Craige Roberts: Spanish imperfecto and pretérito: Truth conditions and aktionsart effects in a Situation Semantics. Natural Language Semantics, December 2000, Volume 8, Issue 4, S. 297–347 (Online PDF).
- Gibran Delgado Díaz, Luis A. Ortiz López: El pretérito vs. el imperfecto: ¿adquisición aspectual o temporal en 2L1 (criollo/español) y L2 (español)? In: Kimberly Geeslin, Manuel Díaz-Campos (Hrsg.): Selected Proceedings of the 14th Hispanic Linguistics Symposium. Cascadilla Proceedings Project, Somerville, MA 2012, S. 165–178 (Online).
- Ángeles Carrasco Gutiérrez: Reichenbach y los tiempos verbales del español. DICENDA, Cuadernos Filologíca Hispánica, № 12, 69–86, Edit. Complutense Madrid 1994 (Online).
- Ilpo Kempas: Estudio sobre el uso del pretérito perfecto prehodiernal en el español peninsular y en comparación con la variedad del español argentino hablada en Santiago del Estero. Dissertationsschrift, Universidad de Helsinki, Helsinki 2006, ISBN 952-91-9605-9 (Online).
- Margaret Lubbers Quesada, Ricardo Maldonado: Dimensiones del aspecto en español. Publicaciones del Centro de Lingüística Hispánica, Universidad Nacional Autónoma de México (UNAM), Ciudad de México 2005, ISBN 970-32-2303-6.
- Juan Rafael Zamorano Mansilla: La generación de tiempo y aspecto en inglés y español: un estudio funcional contrastivo. Departamento de Filología Inglesa I, Universidad Complutense, Junio 2006 (Online PDF).
- Pilar Elena: La interpretación del Präteritum en la traducción al español. Universidad de Salamanca, S. 1–14 (Online PDF).
- José P. Rona: Tiempo y aspecto: análisis binario de la conjugación española. XVIII Congreso de The International Lingüista Association (Arequipa, Perú, marzo de 1973), S. 211–223 (Online).
- María de las Nieves Vázquez Núñez: Tempus, Modus und Aspekt im Spanischen des 16. Jahrhunderts. Die Chronik von Alonso Borregán. Dissertationsschrift, Albert-Ludwigs-Universität Freiburg i. Br., Freiburg 1998/1999 (Online).
- Montserrat Veyrat Rigat: Aspecto, perífrasis y auxiliación: un enfoque perceptivo. Publicaciones de la Universidad de València, València, 1993, ISBN 84-604-8354-1
- Guillermo Rojo: Relaciones entre temporalidad y aspecto en el verbo español. In: Ignacio Bosque (Hrsg.): Tiempo y aspecto en español. Catedra, Madrid 1990, , S. 17–42, ISBN 84-376-0946-1 (Online PDF).

## Weblinks

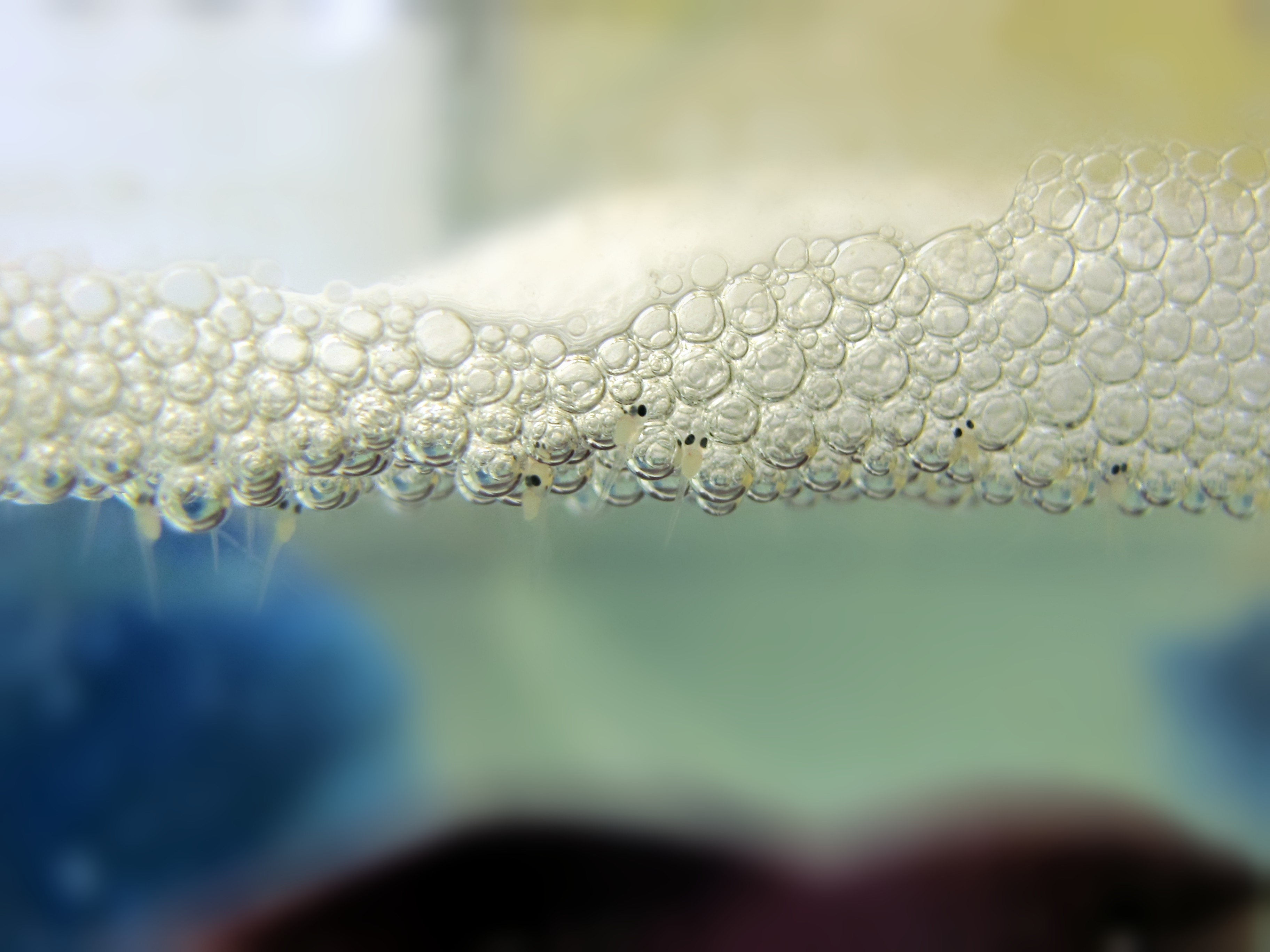
Bildhaft entspräche der Indefinido jeweils einer Erzähl- und damit „Zeitblase“ oder „-kapsel“, welche aus dem im Imperfecto versprachlichten „Erzähl-Hintergrund“ oder „-Untergrund“ aufsteigt. Diese „Zeitblase“ ist begrenzt durch eine Membran und hat eine definierbare Ausdehnung (Dauer). Steht die Zeitblase der Gegenwärtigkeit näher so wird eher das Pretérito perfecto compuesto verwendet, eine größere Distanz führt zur Verwendung des Pretérito perfecto simple oder Indefinido. Der „Erzähl-Hintergrund“ ist die „narrative Masse“ aus denen zum einen die „Zeitkapseln“ aufsteigen, die aber zum anderen in die Vergangenheit verortet wurde. Der Erzähler betont den Charakter der Wiederholung (iterative Aktionsart) und der Regelmäßigkeit (durative Aktionsart) der „narrative Masse“ und lässt dabei offen, ob das Geschehen, das in der Vergangenheit eingesetzt hat, noch andauert.

#### Allgemeine Arbeiten zum Thema
- Abraham P. Ten Cate: Wie viele Tempora hat das Deutsche? In: ojs.statsbiblioteket.dk, S. 83–90 (Online).
- Pier Marco Bertinetto, Sabrina Noccetti: Prolegomena to ATAM acquisition. Theoretical premises and corpus labelling. Quaderni del Laboratorio di Linguistica, 2006, Bd. 6 (Online PDF; 260 KB).
- Richard Schrodt: Perspektiven der Subjektivität: Das Verhältnis von Systemzeit und Eigenzeit in den perfektischen Tempusformen. In: F. Stadler, M. Stöltzner (Hrsg.): Time and History. Zeit und Geschichte. Ontos Verlag, Frankfurt / Lancaster / Paris / New Brunswick, 2006, S. 317–335 (Online PDF; 128 KB).
- Johannes Dölling: Imperfektiv. Zustände, Prozesse oder Zeitintervalle? Universität Leipzig, Semantik-Kolloquium, 14. Oktober 2010, S. 1–27 (Online PDF).
- Juan Aguilar González: El imperfecto y el indefinido español. Mai 2015, S. 1–94. (Online PDF).
- Olaf Krause: Zu Bedeutung und Funktion der Kategorien des Verbalaspekts im Sprachvergleich. Universität Hannover, S. 1–31 (Online PDF).
- Justo Fernández López: Indefinido. Hispanoteca (Online PDF).
- Justo Fernández López: Die Vergangenheitszeiten – Tiempos narrativos. Spanische Grammatik 1. Die narrativen Zeiten im Spanischen. Hispanoteca. (Online PDF).
- Justo Fernández López: Die Vergangenheitszeiten – Drei Sonderfälle von Zusammenspiel imperfecto – indefinido. Hispanoteca (Online PDF).
- Wolfgang Hock, Manfred Krifka: Grundbegriffe: Tempus, Aspekt, Aktionsart, Zeitkonstitution. In: Wolfgang Hock, Manfred Krifka (Hrsg.): Aspekt und Zeitkonstitution. WS 2002/3, Institut für deutsche Sprache und Linguistik, Humboldt-Universität zu Berlin, 2002 (Online).